# アメリカ合衆国のボクシング中継

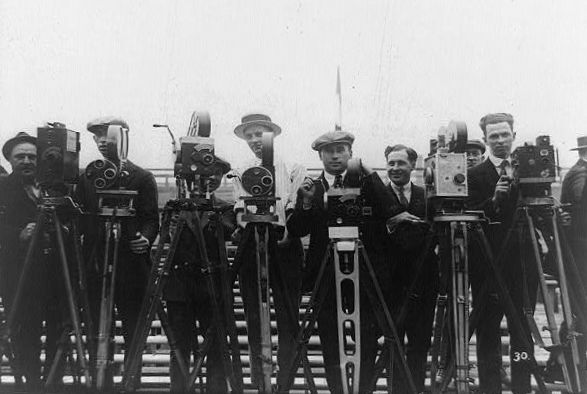
1921年7月、ジャージーシティでジャック・デンプシー対ジョルジュ・カルパンティエ戦を撮影したニュース映画のカメラマンたち。この日は初めて本格的なラジオ中継も行われた。

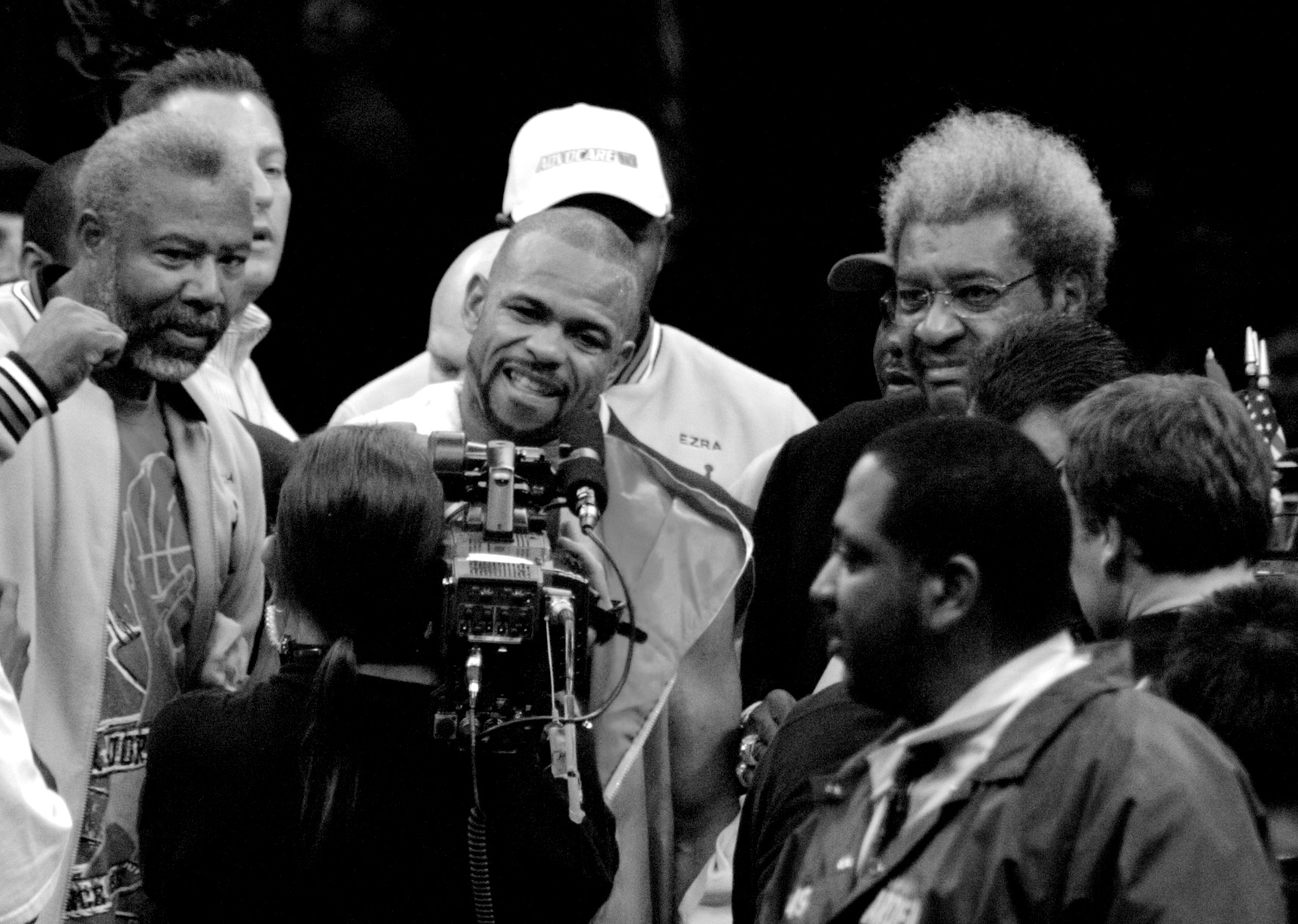
2008年1月、マディソン・スクエア・ガーデンでフェリックス・トリニダードに勝利したロイ・ジョーンズ・ジュニア（中央）を映すテレビカメラ。右奥はプロモーターのドン・キング。ジョーンズは1994年のジェームズ・トニー戦での勝利によりケーブルテレビ局HBOとの長期契約を手にすることになった。現役引退後は同局で実況を担当。

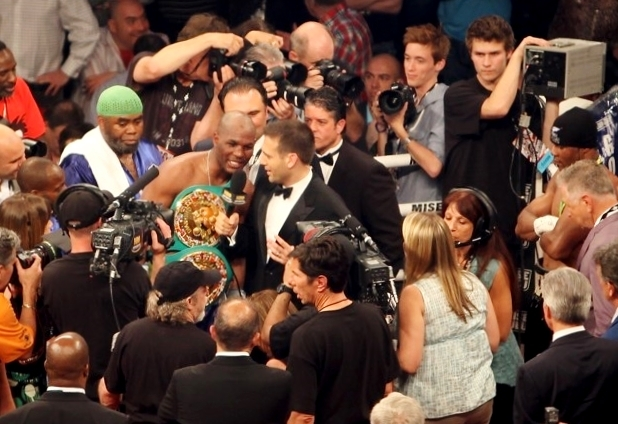
2011年5月、モントリオールのベル・センターでジャン・パスカルに勝利したバーナード・ホプキンス（中央左）にマイクを向けるHBO実況担当のマックス・ケラーマンと両者を映すカメラ。

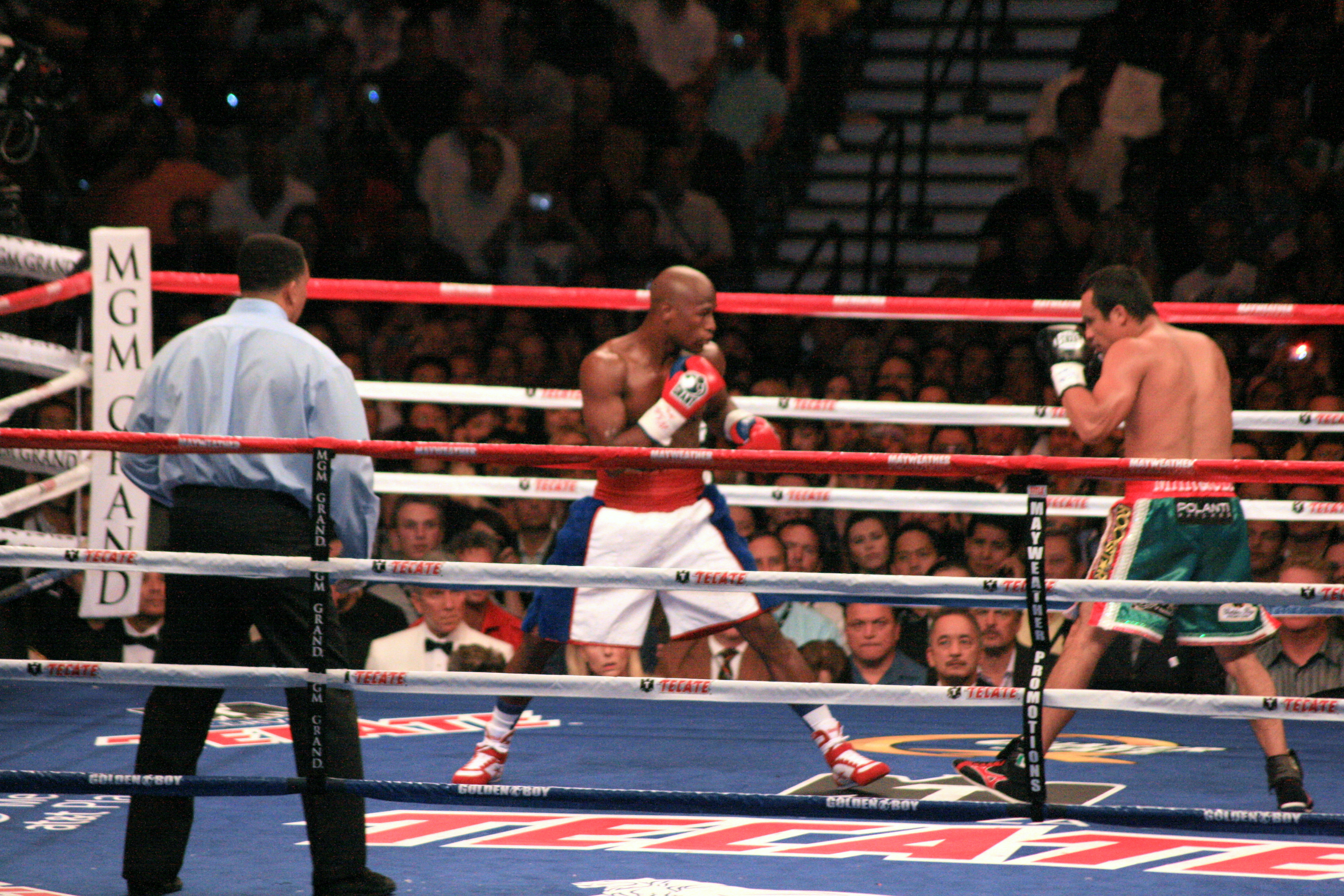
2009年9月、MGMグランド・ガーデンアリーナで行われたフロイド・メイウェザー・ジュニア（中央）対ファン・マヌエル・マルケス（右）戦はHBOのPPV（ペイ・パー・ビュー）で中継された。広告主はテカテ。

アメリカ合衆国のボクシング中継（アメリカがっしゅうこくのボクシングちゅうけい）は、19世紀末の実写映画を端緒とし、ラジオ中継を通して確立された。ボクシングのテレビ中継は1939年に始まったが、受像機を持つ家庭は1950年の時点でも1割に満たず、この頃まではニュース映画の上映権料やCCTV（クローズド・サーキット・テレビジョン）の放映権料が、興行収入の大半を占める入場料を脇から支えていた。1959年にかけて8割を超える家庭が受像機を持つようになり、これにともなってテレビでのボクシング中継が盛んになると、会場は規模の大小に関わらず活気を失った。入場料に代わってテレビの放映権料がボクシングの主な収入源となり、テレビ中継のある興行でメインイベントに登場する選手たちのファイトマネーは上昇傾向にあったが、1950年代の終わりからネットワークの地上波の視聴率はすでに下がり始めていた。ラジオ、地上波、CCTVに続いて、衛星放送、ケーブルテレビ、さらにはストリーミングによる中継が行われるようになるが、力量差のある退屈なマッチメイクや選手自身のリスクを冒さない無難な戦い方に加え、不当判定の頻発などにより信頼を失ったボクシングは、広告主を他競技に奪われると収入を確保することができなくなった。
今日のアメリカ合衆国ではケーブルテレビでの中継が主流で、限られたカードのPPV（ペイ・パー・ビュー）中継が莫大な収益をもたらしている。テレビ局は実質的にプロモーターやマッチメイカーの役割を果たし、中継カードは技術の評価や競技性よりも視聴率やPPV売上の期待値に基づいて決定される傾向にある。

## 歴史

### ニュース映画とラジオの時代

#### ニュース映画の配給

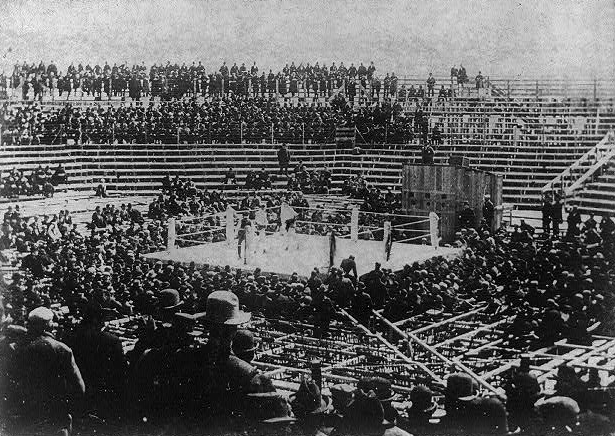
1897年3月、カーソンシティで行われたジェームス・J・コーベット対ボブ・フィッシモンズ戦の遠景。2本ロープのリングの右手にやぐらを写す。

活動写真や無声映画の時代には多くのボクシングの試合が脚色なしに実写映画（後にニュース映画）として上映されたが、中には再現や模造によるものもあった。ボクシングはトーマス・エジソンのエジソン製作所が最初に扱った主題のひとつであり、1892年にはボクサーを撮影した映画のサムネイル画像が雑誌に掲載された。限られた空間で2選手だけを映せばよいボクシングとフェンシングは当時、映像化するのが最も簡単なスポーツだった。当初は映写ではなくキネトスコープの装置を覗き込む形で鑑賞するものとして販売されたが、ボクシングの映像は人気を博し、メディアの普及に役立つとともに競技への資金調達に影響を与えるようになった。映画の初期の時代には、懸賞試合は全ての州で違法であったが、試合を展示やコンテストとして課金することで禁止が解かれることが多かった。ネバダ州は1897年に懸賞試合を合法化。この年3月17日、同州カーソンシティでイーノック・J・レクターが3台のカメラを並置して90分にわたるジェームス・J・コーベットとボブ・フィッシモンズの世界ヘビー級タイトルマッチを撮影した。これは現存する最古の実写記録となっている。この『コーベット対フィッシモンズ戦』(The Corbett-Fitzsimmons Fight) の成功はニューヨーク州などで懸賞試合の禁止緩和の一助となり、コーベットの試合は頻繁に撮影された。

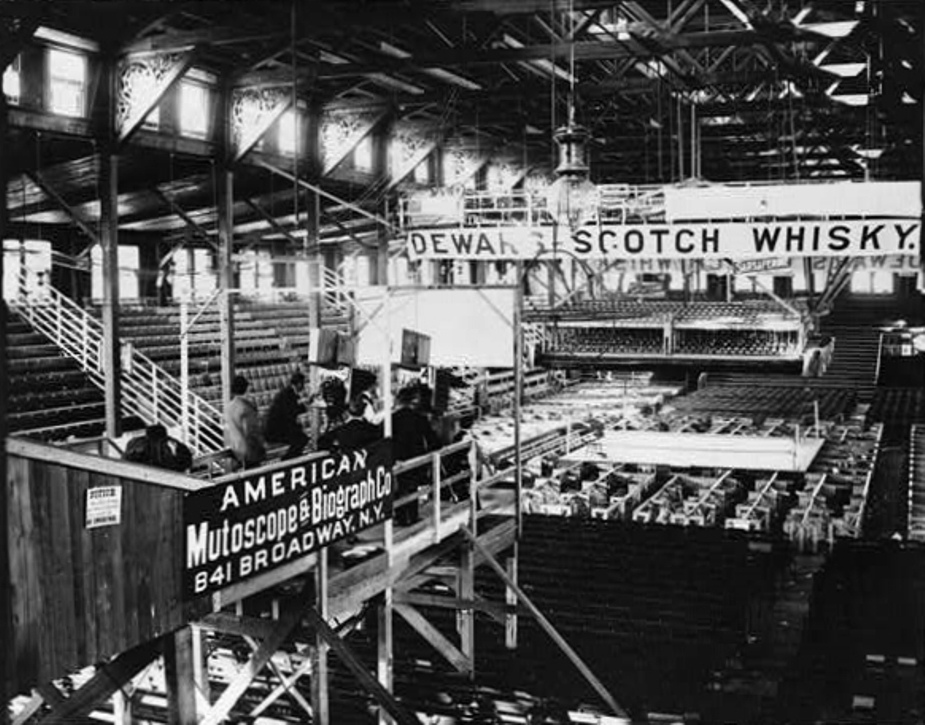
中央にボクシングのリングをしつらえた1899年頃のコニーアイランドのクラブハウスの内観。リングの真上に照明装置を備える。左手のやぐらには照明や撮影用の機材が置かれ、アメリカン・ミュートスコープ&バイオグラフ社の看板が掲げられている。

ボクシングは映像技術の進歩に拍車をかけた。1899年6月9日に撮影された『フィッシモンズ対ジェフリーズ戦』(The Fitzsimmons-Jeffries Fight) は、ジェームス・J・ジェフリーズがブルックリンのコニーアイランドでフィッシモンズを11回KOで倒し、世界ヘビー級王者となる試合を記録したものである。この試合は夜間の時間帯に予定され、ビタグラフ社は75個のアークランプを使って撮影したが、当初予定されていた日には照明の不備があり、数日後に撮り直しとなった。同じ年にペドラー・パーマーとテリー・マクガバンの試合は、よりよい天候と照明の下で映像を撮りたいという製作者の意向で1日延期されている。

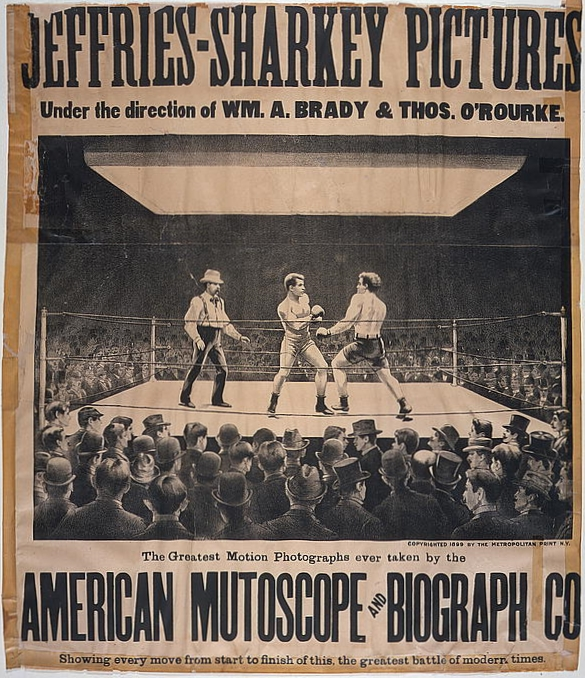
1899年11月に行われたジェームス・J・ジェフリーズ対トム・シャーキー戦の実写映画宣伝用のポスター。

同年11月3日夜、アメリカン・ミュートスコープ&バイオグラフ社（現在のバイオグラフ社）がコニーアイランドで撮影した『ジェフリーズ対シャーキー戦』(The Jeffries-Sharkey Contest) は、宣伝用のポスターによれば、この近代最高の試合の動きをあますところなく伝える、最も優れた活動写真と謳われている。これはジェフリーズがトム・シャーキーを相手に25回戦で行った世界ヘビー級王座の初防衛戦を記録したもので、ジェフリーズのマネージャーのウィリアム・A・ブラディとプロモーターのトーマス・オルークが試合を後援し、カメラマンはフレデリック・S・アーミテージ、ジョージ・ウィリアム・ビッツァー、アーサー・マービンであった。リング上には夜間の撮影用に500以上のアークランプが装備されていたが、この放熱により両選手は45度を超える高温の中で戦うことになった。試合は判定決着となり、3万5000フィート（7マイル）の68ミリフィルムが使用された。この映像は商業用に貸し出されて何百ものニッケルオデオンで上映され、数年間にわたって人気を博した。ジェフリーズは、6年間の王者時代におよそ20の映像を残している。

##### 黒人映像の忌避

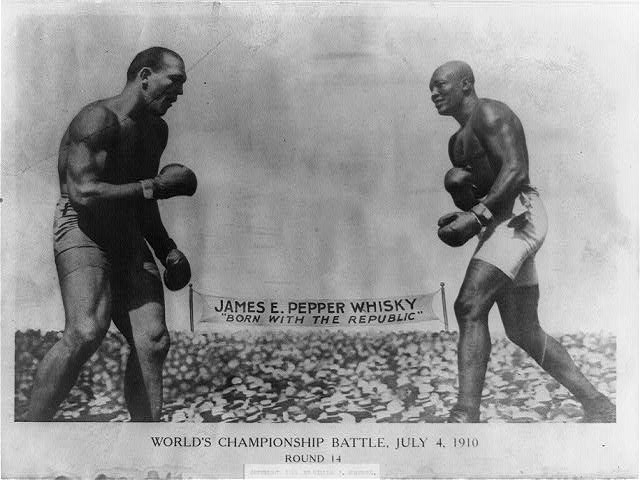
1910年7月、リノで行われたジェームス・J・ジェフリーズ（左）対ジャック・ジョンソン戦の14ラウンドの様子。黒人のジョンソンが圧倒的に勝利する映像は全米の白人社会に危機感を与えた。

初期の最も重要な映像は1910年7月4日撮影の『ジェフリーズ対ジョンソン ボクシング世界タイトルマッチ』(Jeffries-Johnson World's Championship Boxing Contest) で、ジェフリーズとジャック・ジョンソンのヘビー級戦を映した120分にわたる白黒の無声映画である。数年前にネバダ州でジョー・ガンス対バトリング・ネルソンという異人種間の対戦をプロモートしたテックス・リカードが10万1000ドルで興行権を落札していた。1909年10月のスタンリー・ケッチェルとの対戦を映した『ジョンソン対ケッチェル戦』(The Johnson-Ketchel Fight) はMPPC（モーション・ピクチャー・パテンツ・カンパニー）が配給しており、ビタグラフ社社長でMPPCメンバーのウィリアム・ロックとプロモーターのシド・ヘスターがリカードに協力した。ビタグラフ社の創設に携わったジェームズ・スチュアート・ブラックトンがこの試合を撮影するためにJ&J社を立ち上げ、ビタグラフ社、エッサネイ社、セリグ社から総勢12人のカメラマンがリングを見下ろすブースに陣取った。試合は当初サンフランシスコでの開催が予定されていたが、カリフォルニア州知事は世論に屈して試合を禁止した。この時点でリカードはすでにこの試合のためのアリーナを建設し、30万ドルのチケットを売り終えており、ネバダ州知事の励ましを受けて同州リノに会場を移した。ジェフリーズとジョンソンはそれぞれの練習場でも撮影され、ロンドンなどから500人程の報道関係者が集まった。ジョンソンが15回に3度のダウンを奪って試合を終えると全米で人種暴動が勃発し、シカゴでは14人、サンフランシスコでは24人が死亡。ロサンゼルス、フィラデルフィア、ニューオリンズなどの都市でも集団が暴徒化し、その日のうちに試合映像の公開を禁止する動きが起きた。黒人のジョンソンが勝利する映像が今やどこでも鑑賞可能になったという事実が米国の白人社会に衝撃を与え、全米の官憲が一様に黒人優勢を伝える映画を危惧した。印刷物は7月10日までには準備され、映像はニューヨーク、フィラデルフィア、セントルイスなどの都市で無事に上映された。しかし上映が広まるにつれ世論は次第にジョンソンに敵対するようになり、次のジム・フリン戦の映像は利益を生まなかった。ニュース映画は20世紀初頭の貴重な情報源だったが、連邦議会は1912年に試合映像の州間輸送を禁じ、ジョンソンが衰える1940年まで禁止が解かれることはなかった。

#### ラジオ中継との共栄

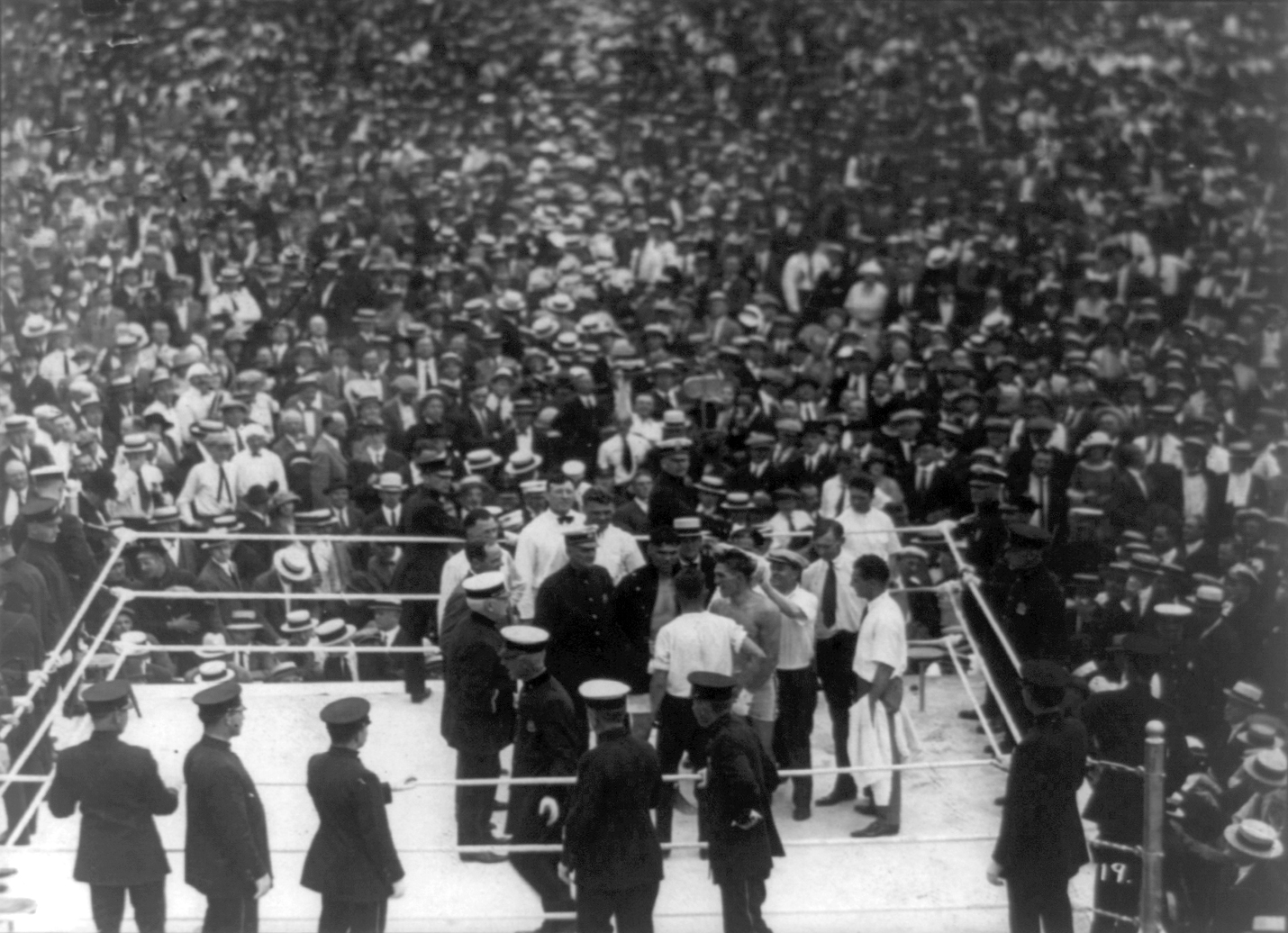
1921年7月、初の本格的なラジオ中継が行われたジャック・デンプシー対ジョルジュ・カルパンティエ戦の試合直前の様子。

初のラジオ中継は1921年4月11日、ピッツバーグのモーター・スクエア・ガーデンでのライト級の試合、ジョニー・レイ対ジョニー・ダンディー戦で行われた。KDKAによる中継で、ボクシング記者のフローレント・ギブソンが会場から解説。ただしギブソンの声が直接聴取者に送られるのではなく、ギブソンが会場で見た内容を電話でハロルド・W・アーリンに伝え、アーリンがそれを放送で繰り返すというものだった。聴取者は少数で、試合の興行規模や送信方法は些細なものであったが、1920年代初期の米国ではスポーツの3大関心事といえばカレッジフットボールとワールドシリーズとボクシングであり、これがスポーツ初のラジオ中継となっている。ラジオ中継は1週間後に上映されるニュース映画に較べ、即時的なスポーツ報道を提供した。

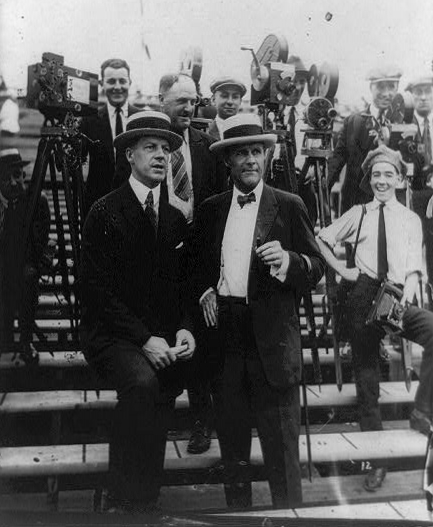
1921年7月、デンプシー対カルパンティエ戦が行われたスタジアムにて、前列左は映画プロデューサーのフレッド・クインビー、右はプロモーターのテックス・リカード。後ろにニュース映画のカメラマンが並ぶ。

同年7月2日にはジャック・デンプシー対ジョルジュ・カルパンティエ戦で初めて本格的なラジオ中継が行われた。プロモーターのテックス・リカード、ラジオプロモーターのJ・アンドリュー・ホワイト、マディソン・スクエア・ガーデン、RCA、全国アマチュア無線協会が連携し、音声は劇場やホールのスピーカーを通して推定20万人の聴取者に送られた。このタイトルマッチのためにリカードは数か月にわたって宣伝活動をし、ジャージーシティにスタジアムを建設。7万7000人からの入場料収入は150万ドルを超え、デンプシーとカルパンティエにはそれぞれ30万ドルと20万ドルの報酬に加え、ニュース映画からの収入が支払われた。映画プロデューサーのフレッド・クインビーがニュース映画のパイオニアであるジョージ・マクラウド・ベインズにカメラワークを担当させ、勢揃いしたカメラの中にはスローモーション用のカメラも1台含まれていた。15分の試合映像の他に練習風景、空撮映像、スタジアムや観衆の映像を盛り込んで上映された1時間のドキュメンタリーは、リカードの大写しで始まり、ニュージャージー州知事と一緒に会場を点検する映像が流れ、入場料収入、ボクサーのファイトマネー、政府の利益などの統計で幕を閉じる。ボクシング映像の配給を合法的な事業と見せる意図的な編集が行われ、試合映像を禁止した国家自身が試合による利益の一部を受け取っていることを観る者に印象付けるものとなっていた。
1920年代にはNBCのラジオネットワークをはじめとする多くのラジオ局がプロやアマチュアの試合の生中継を増やし、ボクシング中継はラジオ番組の重要な位置を占めるようになった。プロモーターは当初、無料での生中継によって有料入場者数が損なわれるのではないかと慎重であったが、ラジオの聴取者も会場の観衆も増加した。1926年9月にソルジャー・フィールドで行われたデンプシー対ジーン・タニー戦もリカードがプロモートし、10万人以上の観衆から250万ドルの入場料収入を上げ、ラジオの生中継の聴取者は数千万人に上った。1927年9月に行われたデンプシーとタニーの再戦では聴取者は5000万人と推定されている。

##### 広告主の登場

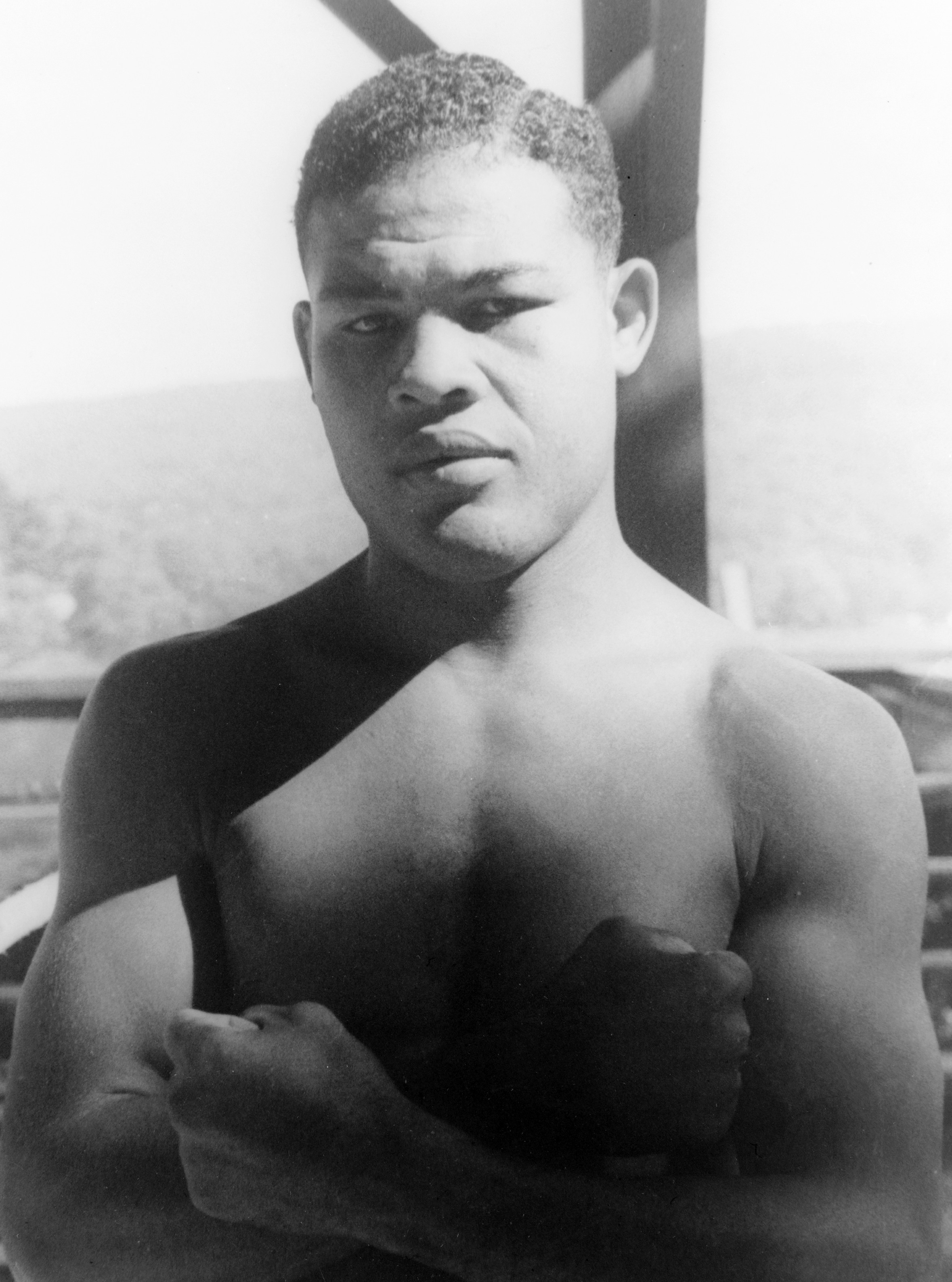
ラジオ、テレビ、CCTV（クローズド・サーキット・テレビジョン）の初期の中継で、多くの記念碑的な試合を戦ったジョー・ルイス。

1930年代にスポーツのラジオ中継の人気が高まると、広告主は資金を投じるようになり、1935年9月に8万8000人の観衆を集めたマックス・ベア対ジョー・ルイス戦の放送権料は2万7500ドルだった。1937年にはハットブランドのアダムスがスポーツイベント初の広告主となり、ボクシング中継番組の『ニューヨーク・ヒッポドローム劇場からの18週間』(18 Weeks from the New York Hippodrome) が放送された。英国では1927年の開始以来、スポーツのラジオ中継を主導していたBBCが公共放送局として広告主を必要としなかったのに比べ、米国のラジオ中継はこの頃から広告主に依存していた。
1939年、ボクシングの試合映像は解禁されつつあり、ニュース映画の関係者たちが収益への期待を募らせていた頃、スポーツ記者のシャーリー・ポビッチは「テレビが試合映像をぶち壊しにやって来ている」と警鐘を鳴らしているが、1950年代に入ってもニュース映画の上映は続き、1970年代に入ってからもファンやコレクターは8ミリや16ミリに縮約された映像を購入した。

### 地上波とクローズド・サーキット・テレビジョンの時代

#### 初期の地上波中継

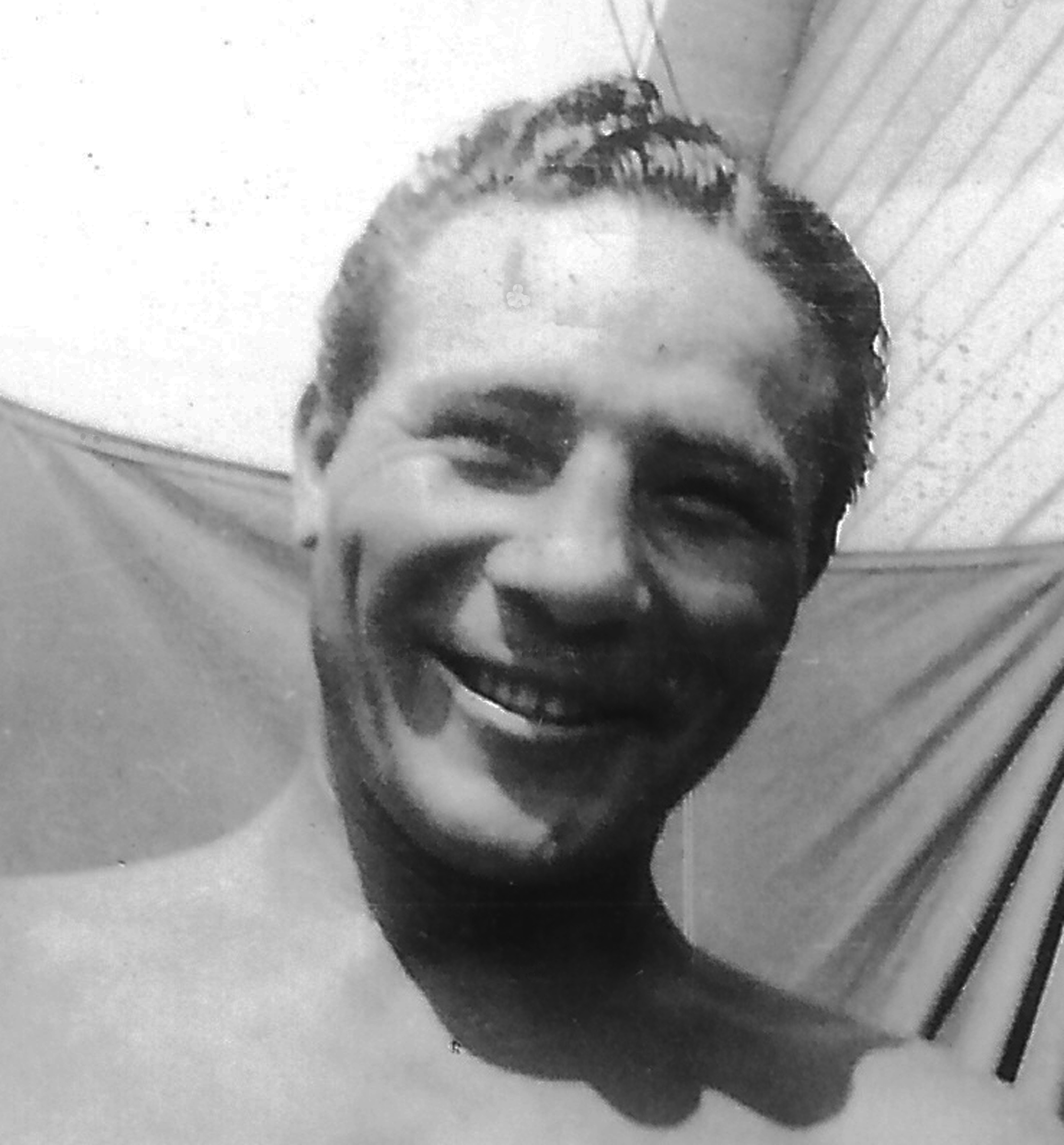
1939年6月、WNBCによるヤンキー・スタジアムからの初のテレビ中継でルー・ノバと対戦したマックス・ベア。

1920年代から1930年代にかけて、テレビ局は実験的にボクシングを中継していた。初のテレビ中継は1939年6月1日、WNBCがヤンキー・スタジアムのマックス・ベア対ルー・ノバ戦で行った。この年はニューヨーク万国博覧会で初めてテレビ受像機が紹介された年でもあった。1941年4月4日に行われたベアとノバの再戦は、マディソン・スクエア・ガーデンからテレビ中継された初のボクシングの試合となった。第二次世界大戦が終わるとNBCが定期的な中継を再開し、テレビ局は退役軍人病院に受像機を設置して技術を磨いた。1946年にはNBCによるプライムタイムでのテレビ中継は数回のみであったが、この中にはラジオ中継番組から引き継がれ月曜日と金曜日に中継された『ジレット社スポーツオンパレード』(Gillette Cavalcade of Sports) が含まれていた。この年6月のジョー・ルイス対ビリー・コン戦はテレビで初めて生中継されたヘビー級タイトルマッチとなった。1948年には2時間の中継番組として、NBCが『聖ニコラスアリーナからのボクシング』、CBSが『ウエストチェスターからのボクシング』、デュモントが『ジャマイカアリーナからのボクシング』を毎週放送した。1949年にABCが『明日のボクシングチャンピオン』で参入、デュモントは『サニーサイドガーデンズからのボクシング』『デクスターアリーナからのボクシング』『マディソン・スクエア・ガーデンからのボクシング』を追加した。1948年6月のジョー・ルイス対ジャージー・ジョー・ウォルコット戦のような注目試合はテレビで生中継された後もニュース映画が劇場で長期間上映された。この頃、パラマウント映画が劇場でのニュース映画の配給とテレビ中継を関連付けるシステムを開発し、タイムズスクエアのパラマウント・シアターではルイスとウォルコットがヤンキー・スタジアムで対戦する映像のテレビ信号を66秒遅れでニュース映画に変換して流したが、このシステムは短命に終わった。
1940年代終盤から1950年代にかけて、テレビ局はボクシングを好んで中継し、ローカル局を除いても1週間に5回から6回の中継が行われていた。製作費はバラエティ番組の半分で済み、1950年代半ばで5万ドル程度だった。この頃、ボクシングのテレビ中継を主導していたのはNBCで、スポーツ中継の2番手であったCBSはケンタッキーダービーやプロのサッカーや野球を中心に中継していた。1954年には毎日のようにプライムタイムでボクシングの試合が中継された。月曜日にはABCがブルックリンから、デュモントがニューヨークから中継、水曜日にはCBSが中継を行った。金曜日にNBCがマディソン・スクエア・ガーデンから中継した番組は絶えず高視聴率を上げ、ABCは土曜日にもボクシングを中継した。これらは全米に中継され、ローカルでは毎週、ロサンゼルス、モントリオール、デトロイト、メキシコシティ、ハリウッド、サンフランシスコ、フィラデルフィアなどから試合を中継した。

##### テレビ受像機の普及と競技への影響
当初、テレビ受像機は一般家庭に広く普及していなかったため、初期のテレビ中継の視聴者は主にバーで観戦した。1940年代後半に受像機を逸早く購入したバーでは、10インチの小さな画面でもスポーツを好む客を惹きつけた。1950年代、ボクシングのテレビ中継は受像機の急速な普及に伴い、安定した人気を博していった。1950年に受像機を持つ家庭は都市部に限られ、世帯普及率はわずか9パーセントだったが、この数値は1955年に55.7パーセント、1957年に78.6パーセント、1959年に85.9パーセントまで伸び、モハメド・アリがテレビ中継に最も影響を及ぼしたとされる1966年には92.8パーセントに達していた。1948年から1960年にかけて、カーメン・バシリオ、ロッキー・グラジアノ、ジェイク・ラモッタ、キッド・ギャビラン、シュガー・レイ・ロビンソンらの名はテレビ中継によって広く知られるようになっていった。
上述の『ジレット社スポーツオンパレード』を後援したジレット社の他に、ビール会社、タバコ会社などの企業がボクシングのテレビ中継に資金援助をするようになった。しかしテレビ関係者や広告主はテレビ的なスタイルとして強打者を求め、ボクシングの古典的な技巧はアグレッシブで粗暴で派手なスタイルに取って代わられていった。広告主は自らが後援する選手に勝利を望んだが、その結果としてキャリアのある選手を勝者とするために無名の若手選手との対戦が必要とされるようになった。テレビ中継される試合での粗末なパフォーマンスや敗北はボクサーのキャリアを終わらせ、1956年の『リング』誌によれば、ボクシングに対するテレビの飽くなき欲求はプロボクサーを半減させていた。

#### クローズド・サーキット・テレビジョンの隆盛

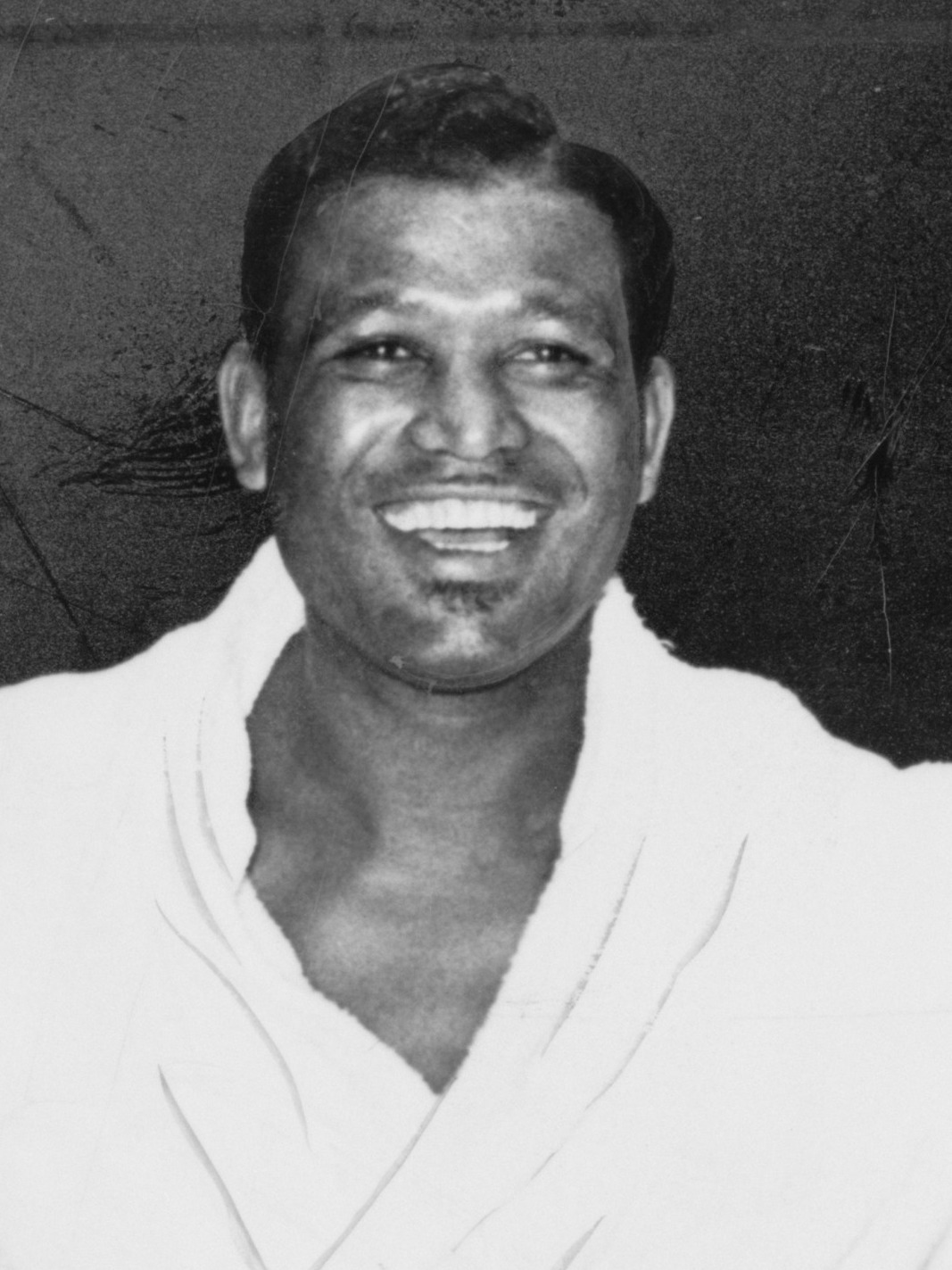
1951年9月、ニュース映画の配給とCCTVでの中継で、ヘビー級以外初となる総収入100万ドル超の試合を戦ったシュガー・レイ・ロビンソン。

英国では1938年4月4日に行われたライトヘビー級のレン・ハービー対ジャック・マカボイ戦で初めてCCTV（クローズド・サーキット・テレビジョン）によるボクシング中継が行われたが、米国で初めてCCTVの大型スクリーンで中継されたボクシングの試合は、1951年6月15日のジョー・ルイス対リー・サボルド戦であった。試合はニューヨークで行われ、アメリカ電話電信会社（現在のAT&T）が6都市の劇場に中継した。同年9月に行われたシュガー・レイ・ロビンソン対ランディ・ターピンの世界ミドル級タイトルマッチでは、放送権の入札額でCCTVが初めてテレビとラジオの両者を上回った。この試合は入場料収入76万8000ドル、ニュース映画からの収入が20万ドル、CCTV収入5万ドルを稼ぎ出し、ヘビー級以外で総収入100万ドルを超えた初の試合となった。1963年3月にはカシアス・クレイ（後のモハメド・アリ）対ダグ・ジョーン戦がマディソン・スクエア・ガーデンから初めてCCTV中継された。

#### 集客力への影響
テレビ・ラジオからの放送権料が入場料収入を初めて超えたのは1952年のことだった。テレビ・ラジオを合わせた放送権料は480万ドルに上り、前年度の倍以上となった一方で、入場料収入は460万ドルに落ち込んでいた。しかしこの年、テレビ中継のある興行でメインイベンターを務める選手たちのファイトマネーは上昇傾向にあり、およそ2000ドルから3000ドルであった。1953年5月のロッキー・マルシアノ対ジャージー・ジョー・ウォルコット戦は68.7パーセント、同年2月のキッド・ギャビラン対チャック・デイビー戦は67.9パーセントの視聴率を記録した。米国のボクシング興行を支配していたIBC（インターナショナルボクシングクラブ）は毎週水・金曜日に定期番組を提供し、週に9万ドルの放映権料を受け取っていた。しかしテレビ中継の隆盛は、ボクシングは試合会場で観るものではなくテレビで観ればよいものと、観る者の意識を変えていった。米国のボクシング市場を支えてきた中小のクラブファイトは活気を失い、大手の会場でも集客数は激減していった。マディソン・スクエア・ガーデンでは1943年に33興行が行われ、40万6681人の観客から206万2046ドルの入場料収入があったが、1953年には30興行で観衆15万2928人、入場料収入62万9775ドルまで落ち込んだ。マディソン・スクエア・ガーデンは1953年に176万8000ドルをテレビ局から受け取ったものの、レストランやホテルなどを通じて顧客から得られた収入は激減していた。また、1952年に300あったファイトクラブは1950年代の終わりには50足らずしか残っていなかった。

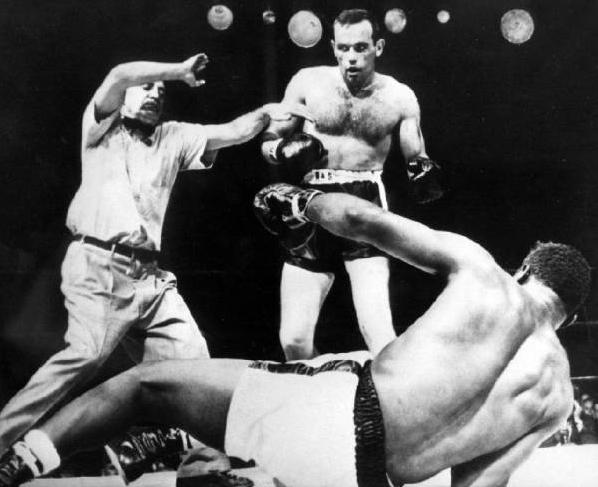
1959年6月、ヤンキー・スタジアムでフロイド・パターソンを倒すインゲマル・ヨハンソン。この試合ではCCTVからの放映権料が初めて100万ドルを超えた。

1959年6月、ヤンキー・スタジアムで1万8215人の観衆が見守る中、インゲマル・ヨハンソンがフロイド・パターソンをTKOに下し、世界ヘビー級王座を奪取。この試合は入場料収入面では失敗であったが、CCTVからは100万ドル以上の放映権料が支払われた（パターソンが1957年8月にメルボルン五輪ヘビー級金メダリストピート・ラデマッハーとそのプロデビュー戦で行った防衛戦では入場料収入24万3030ドル、CCTV収入20万9556ドル。1958年8月のロイ・ハリスとの防衛戦では入場料収入23万4183ドル、CCTV収入76万3437ドル、視聴者19万6762人）。ヨハンソンは競技以外にも歌手・俳優・ビジネスマンとして能力を発揮し、リングの外でも莫大な財産を築いたが、翌1960年6月のパターソンとのリマッチでKO負けを喫し、王座を失った。この試合では3万1892人の観衆からの入場料収入は82万4814ドルだったが、50万人が視聴したCCTVからは200万ドルの収益があった。
しかし1950年代の終わりから地上波の視聴率は下がり始めた。1953年に主なテレビ局の中継番組は31パーセントの視聴率を上げていたが、1959年には10.6パーセントまで落ち込んでいた。世界王者ロッキー・マルシアノのプロモーターは、ニュース映画とCCTVに放映権を売り、大球場で試合を開催するほうが実入りがよいと考え、マルシアノの6度の防衛戦のうち地上波と契約したのは1度だけであった。

#### 地上波の覇権交代
ほとんどの中継番組が3、4年で打ち切られる一方で、ジレット社が後援したNBCの中継番組『ジレット社スポーツオンパレード』はボブ・ヘイムズを実況に迎えて1944年から最も長く続いていたが、NBCのクイズ番組をめぐる不祥事の煽りを受けて1960年1月に打ち切られることになった。ラジオとテレビのボクシング中継によってマーケットシェアを16パーセントから70パーセントに拡大したジレット社は、毎週マディソン・スクエア・ガーデンからボクシングを中継する番組を850万ドルで後援したいとABCに持ちかけ、快諾を得た。その金額はABCがそれまでスポーツに注ぎ込んできた資金よりも前年度の収益よりも大きかった。ABCは同年秋からボクシング中継を開始するとともに、ジレット社の広告費を他競技の中継に参入するための費用に充て、またプロデューサーのルーン・アーリッジをNBCから買収し、1965年にはスポーツ中継を代表する局としてNBCを退け、1970年代半ばには米国で最も視聴者に支持される局となった。ジレット社は初年度にマディソン・スクエア・ガーデンに2万5000ドルを払っていたが、1964年には毎週その額を支払うようになり、総額で1500万ドルを超える収益をもたらした。しかし、アーリッジはボクシングにほとんど関心がなく、ビデオのスロー再生を初めて導入した1963年3月のベニー・パレット対エミール・グリフィス戦では、一方的に打たれた後に意識を失って倒れたパレットが数日後に死亡。ビデオ再生の技術は試合後の番組で使われ、中継番組以上の視聴率を上げたが、この試合はテレビボクシングの評判を落とすことになった。ABCは同年12月、視聴率の低下、選手の低質化、ボクシングの暗黒社会との関わりなどを理由に、翌年9月以降に番組を続行する予定はないことを発表。1964年9月のディック・タイガー対ドン・フルマー戦を最後に番組を打ち切った。1965年の米国では、ベビーブームの後で約41パーセントが19歳以下であり、広告主は裕福な白人の青少年に照準を合わせ始めていた。

#### クローズド・サーキット・テレビジョンの弱体化と衛星放送

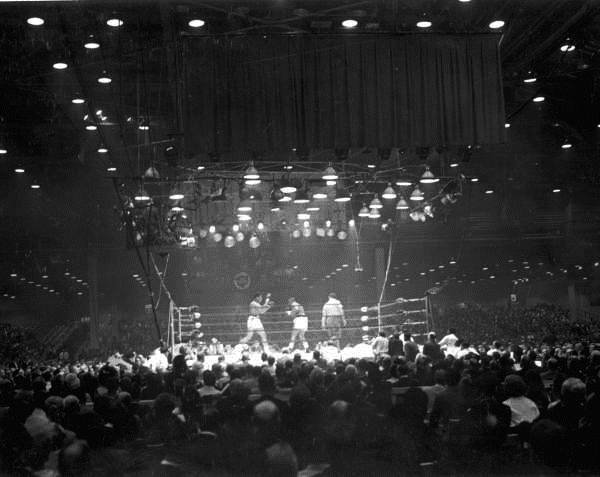
1964年2月、フロリダ州マイアミビーチで行われたソニー・リストン対カシアス・クレイ（後のモハメド・アリ）戦の遠景。この試合はCCTVで中継され、ABCがスポーツ全般を扱う番組で放送したのは6週間後だった。

しかし、ABCの打ち切り発表後、1964年2月にはローマ五輪金メダリストのカシアス・クレイ（後のモハメド・アリ）がフロリダ州マイアミビーチでソニー・リストンに勝利して22歳で世界ヘビー級王者となっていた。ABCはそれ以前の試合のうち8戦を特に大きく扱わずに中継していたが、リストン戦がCCTVで中継された6週間後の土曜日の午後、スポーツ中継番組『ワイド・ワールド・オブ・スポーツ』でこれを放送し、高視聴率を上げた。次のフロイド・パターソン戦は1965年11月に行われ、ABCが同番組で録画放送したのは1966年に入ってからだったが、これも高視聴率を記録した。アリが契約書類への署名の不備などを理由にイリノイ州をはじめとする各州で試合を禁じられた後、CCTVはボイコットに巻き込まれ、当初の対戦相手も変更された。1966年3月にカナダでジョージ・チュバロとの試合が組まれたが、経営は大赤字でプロモーターも打撃を受けた。ボブ・アラムが興して間もないメインバウト社（トップランク社は1970年設立）は試合をめぐる権利の一部を所有しており、試合をプロモートしたアラムは、米国でのアリはCCTVが関わっている限り終わったも同然だ、と語っている。この試合は3日後にABCが録画放送した。試合主体で放送するのではなく、繰り返されるローブローでへこんだ金属製のファウルカップを映し、なぜアリが国外で防衛戦をしなければならなかったかなど試合を取り巻く問題を説明した。

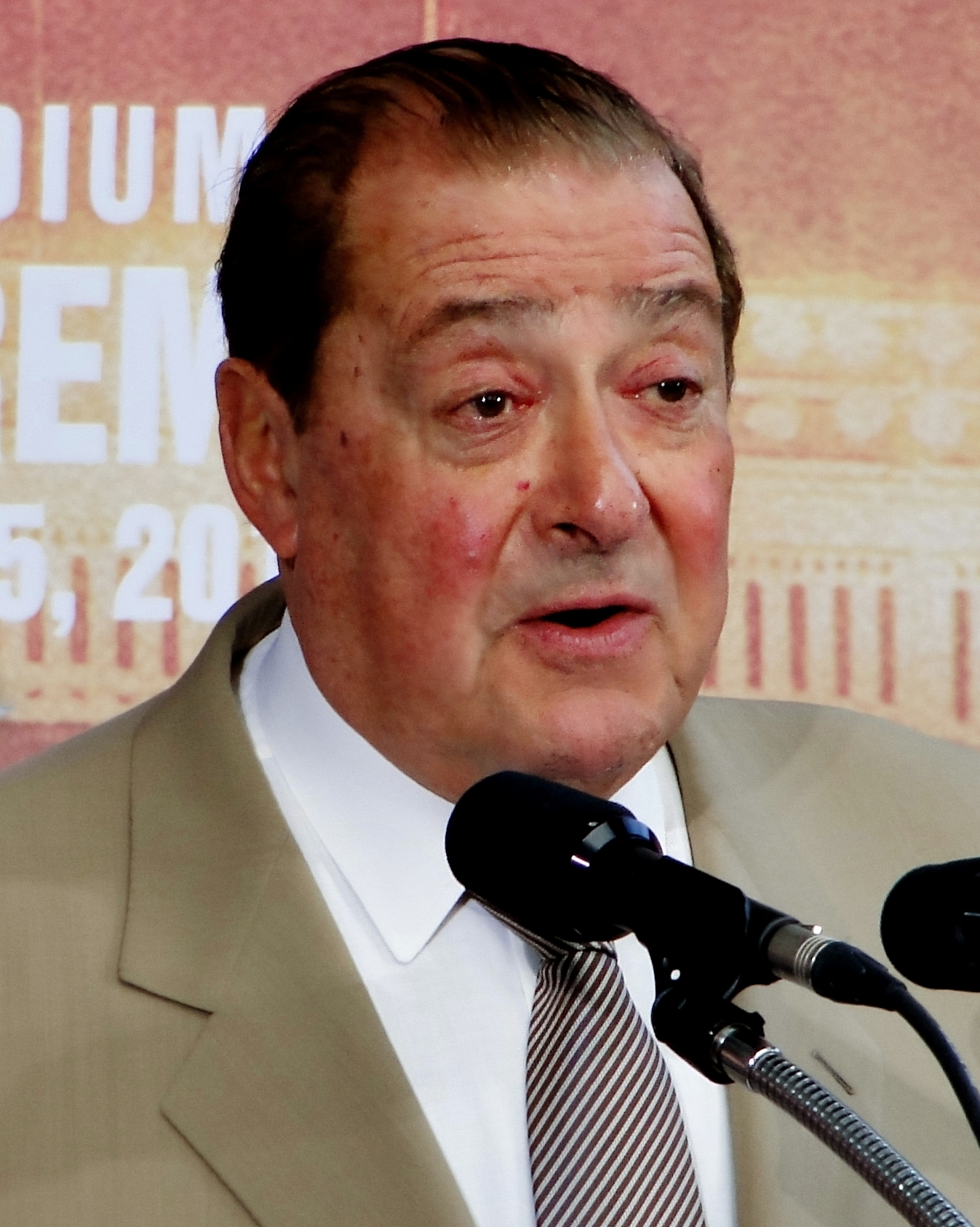
トップランク社を主宰するボブ・アラム。

アリがベトナム戦争についての発言などで抗議を受けるまで、ABCはCCTVの財力に対抗できず、ディレイで放送するのがやっとだったが、抗議はヘビー級タイトルマッチの不文律を変えた。まず、政治的な圧力に弱い何千もの個人経営の劇場を含むCCTVを消極的にさせた。そしてアリはカナダでの防衛戦を強いられたが、20世紀前半にヘビー級の世界戦が国外で行われたことは2度しかなかった。アラムはアリの次の3戦をヨーロッパで開催することを計画した。1965年に打ち上げられた通信衛星アーリーバードはヨーロッパからの衛星放送を比較的容易にしており、ABCはすでに『ワイド・ワールド・オブ・スポーツ』でこれを実践していた。アラムのメインバウト社はこの3試合をABCと契約し、アーリーバードを利用して衛星中継した。アーリッジは視聴者層の拡大のために選手の個性や開催地、アリをめぐる論争などを紹介し、ボクシングの試合自体は番組の一部に過ぎなかった。また、それまでは解説者が1人しかいなかったが、1966年5月21日にロンドンから中継されたヘンリー・クーパー戦では放送席に3人が入り、副解説をハワード・コセルとロッキー・マルシアノが務めた。ABCは30分間の煽り映像を用意していたが、直前の試合が初回KOで終わり、英国の試合役員はアリとクーパーに2分後に入場するように指示した。コセルに懇願されたアリは、手を叩き足を踏み鳴らして今や遅しと待っている観客をよそに入場を18分遅らせて番組を救った。ロンドンでもう1試合した後、1966年9月10日のフランクフルト開催のカール・ミルデンバーガー戦では、スポーツで初めてカラー放送による衛星中継が行われた。ヨーロッパでの3試合も高視聴率を博したが、アリの徴兵問題と政治的圧力によって、この後7年間、アリの試合は中継されなかった。

### ケーブルテレビの参入

#### ペイ・パー・ビューの始まり

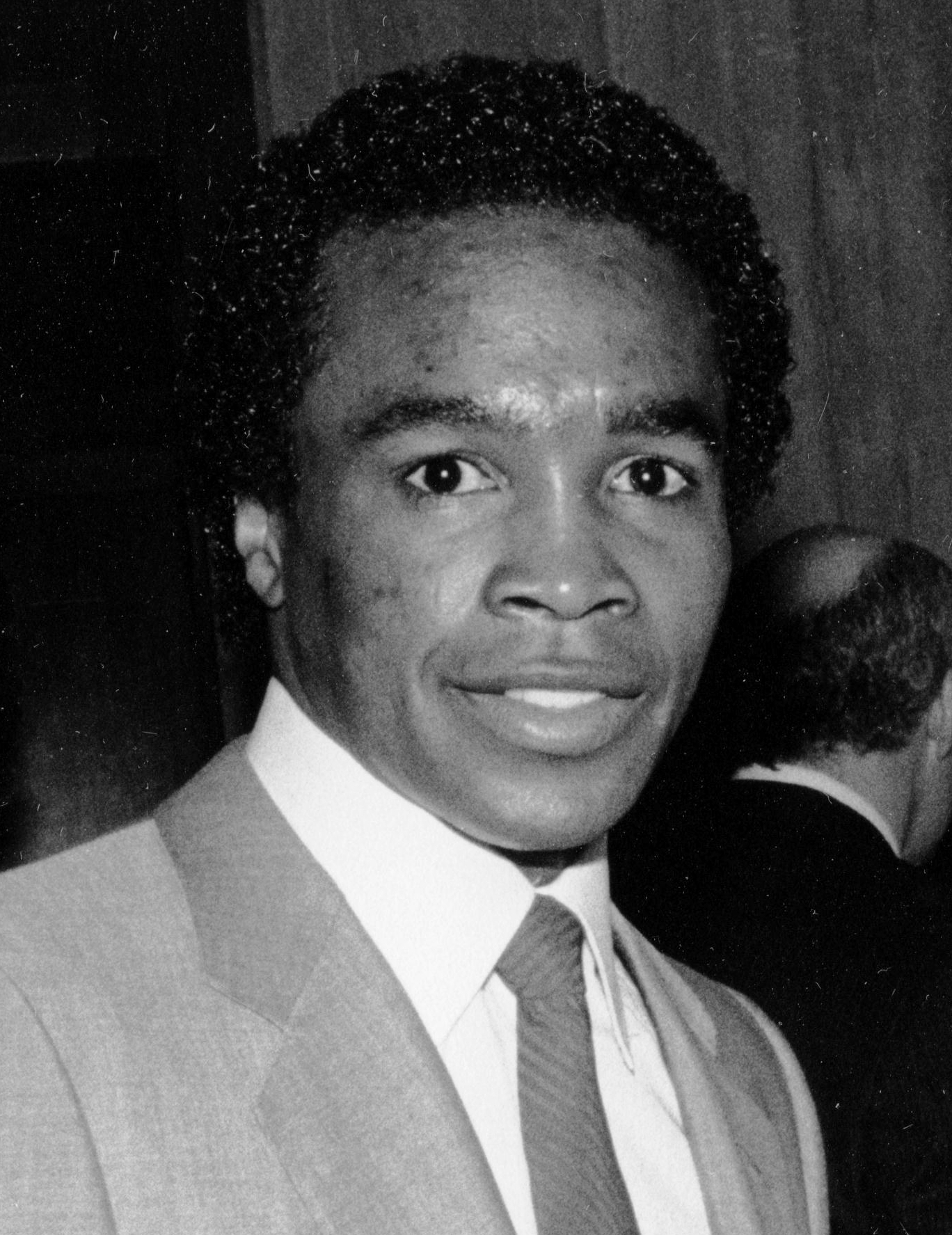
1980年代のPPV中継を彩ったシュガー・レイ・レナード。

1970年代に米国のボクシングはラテンアメリカの勢いに圧されていたが、1975年10月1日のモハメド・アリ対ジョー・フレージャー戦では初のPPV（ペイ・パー・ビュー）中継が行われた。1980年代の米国ではシュガー・レイ・レナードやトーマス・ハーンズ、マービン・ハグラーらに、ラテンアメリカ全盛期の中心的な役割を果たしたロベルト・デュランが加わって熱戦を展開。彼らの試合はPPVで放送され、その報酬は高騰し、プロモーターは桁違いの収入を得るようになっていた。

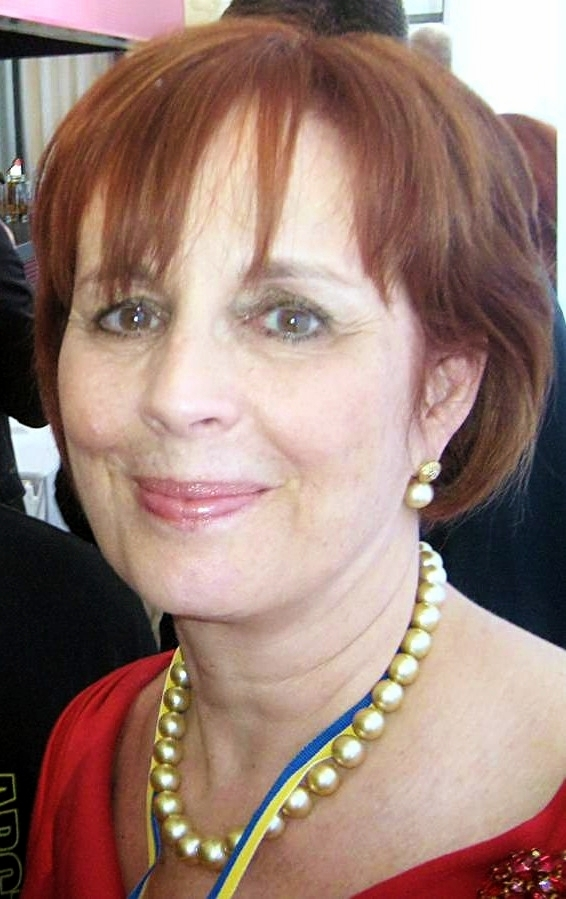
メインイベンツ社を亡夫のダンから引き継いだキャシー・デュバ。

ボブ・アラムとドン・キングは、1980年6月にモントリオールでのレナード対デュラン戦を共催。この試合ではダン・デュバがCCTV契約を担当した。その後、1981年9月に、当時ダン・デュバが主宰していたメインイベンツ社がプロモートしたレナード対ハーンズ戦では、アラムがCCTVと国外の放映権契約に携わった。レナードは800万ドル、ハーンズは500万ドルの報酬を保証されており、この他に放映権料の歩合などを受け取ることになっていた。フランク・バルセロナは約300の会場でCCTV150万席を扱うサーキット・プロモーションズを設立。シーザーズ・パレスはテニスコートに2万5000席の屋外競技場を仮設した。PPVを担当したダン・デュバはシカゴとロサンゼルスを中心としてアラスカ州アンカレッジからミシシッピ州ナチェズまでの36都市に所在する13社とPPV中継を契約。アリ対フレージャー戦以来、初の本格的なPPV中継が行われた。1996年にダン・デュバが病死した後は妻のキャシーがメインイベンツ社のCEO、プロモーターとなった。

#### 地上波からケーブルテレビへ
1980年代全般から1990年代初頭にかけて、地上波でのボクシング中継は土曜日の午後の定番であった。しかし1990年代には地上波のボクシング離れが進み、マイク・タイソンの時代も終焉を迎えていた。主なスポーツメディアの多くがボクシングの報道を大幅に減らし、テレビ関係者はヘビー級よりも軽い階級に関心を移すようになった。この頃は主にスペイン語チャンネルのテレムンドとテレフトゥーラ（現在のウニマス）が定期的なボクシング中継を担い、これらのチャンネルは特に南西部や西部の若手選手が主要なケーブルテレビへ進出するまでの足がかりとなっていた。
2000年代前半になるとテレビ中継は増加した。ケーブルテレビ局のHBOやShowtimeが世界戦を毎日のように中継し、FSN（FOXスポーツネット）も『サンデー・ナイト・ファイト』を放送。視聴率も上がっていった。テレビ中継される試合数は、2002年の197から2003年には212に増加し、魅力不足のヘビー級より軽い階級のエキサイティングな選手たちが視聴者を惹きつけた。2003年春に、NBCとテレムンドは2か国語放送で『バドワイザー・ボクシングシリーズ』を開始。2004年から2005年にかけては2つのリアリティ番組が開始され、FOXとFSNがオスカー・デ・ラ・ホーヤの『ザ・ネクスト・グレイト・チャンプ』、NBCがシュガー・レイ・レナードとシルベスター・スタローンを進行役とした『ザ・コンテンダー』を放送したが、いずれも長くは続かなかった。

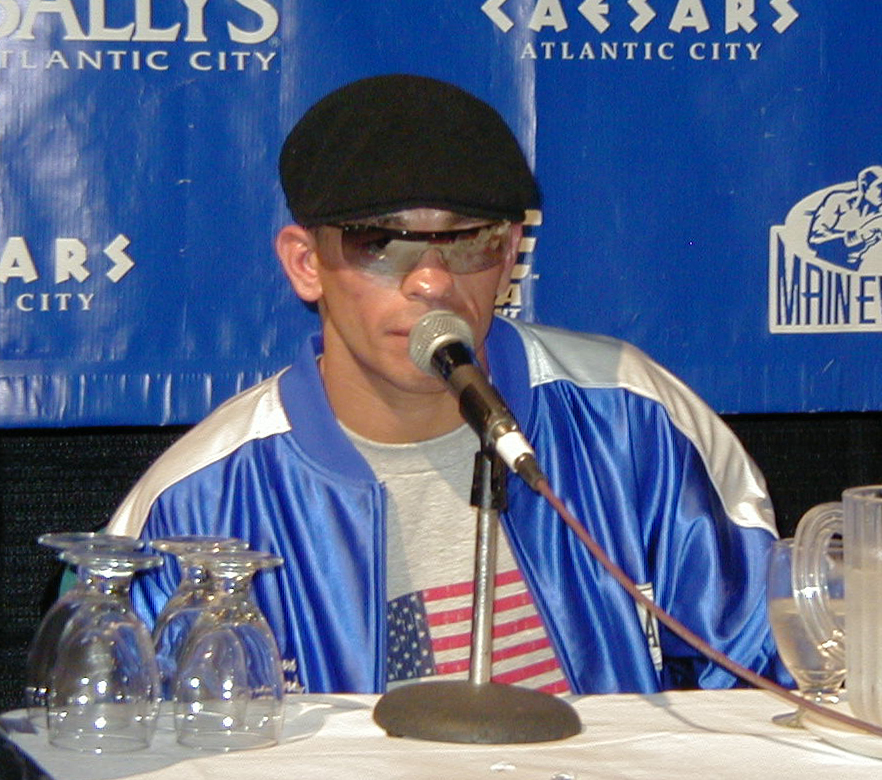
2003年6月、ミッキー・ウォードとの3戦目を終えて記者会見に臨むアルツロ・ガッティ。

メインイベンツ社がプロモートするアルツロ・ガッティは激戦で知られ、2002年から2003年にかけてのミッキー・ウォードとの3度の対戦でその評価を不動のものにした。『リング』誌の年間最高試合を4度受賞。レフェリーのランディ・ニューマンは、ガッティの試合中の回復力は途轍もなく、たとえ劣勢であっても、ただ彼がガッティだというだけで、試合を止めるのは難しかったと後に話している。HBOの中継には21回登場し、HBOスポーツ社長のロス・グリーンバーグ（当時）は、ガッティは伝説的な選手のひとりであり、ウォードとの3試合はボクシング史に生き続けるだろうと語っている。

#### ESPN2の予算削減とスペイン語局の躍進

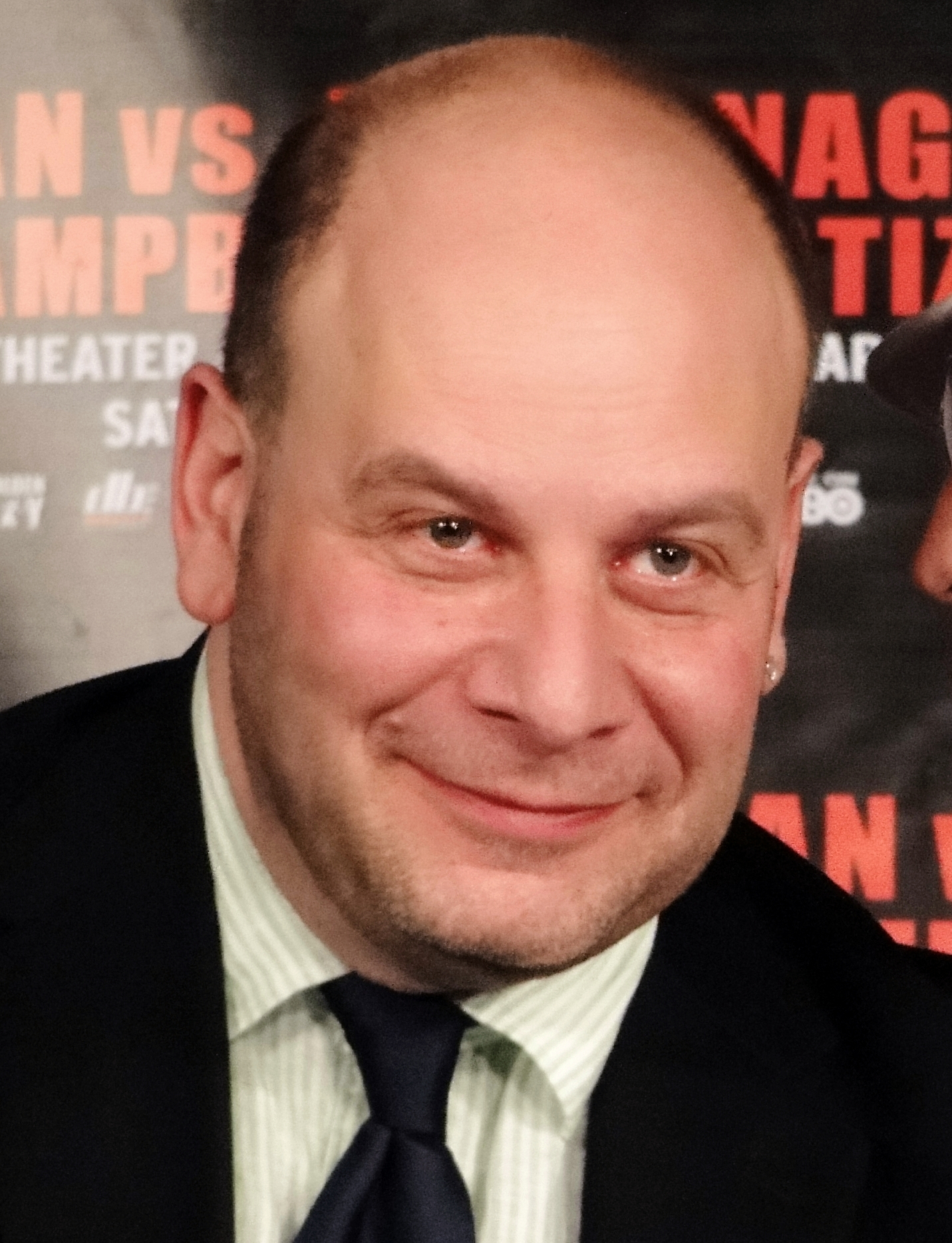
ディベラ・エンターテインメントを主宰するルー・ディベラ。

ボクシング中継には一定の視聴者は定着していたものの、主要競技とされる野球、アメリカンフットボール、バスケットボール、アイスホッケーに比べて経営は厳しくなり、2004年1月からはケーブルテレビ局のESPN2がそれまでプロモーターに毎回5万ドルから6万ドル払っていた放映権料を削減することを決めた。同局は中堅選手のサバイバルマッチを主軸とし、リングサイドではテディ・アトラスが、スタジオでは当時まだ駆け出しのマックス・ケラーマンが解説を務めていたが、低予算で中堅選手同士のサバイバルマッチを組むことはある意味では大物同士のビッグマッチ以上に実現が難しく、また中堅から世界を目指す過程では危険を冒した戦い方を避けがちであることから、結果的に試合が面白みを欠いたものになる傾向がある。同じ頃、HBOのボクシング番組責任者からプロモーターとして独立したルー・ディベラは、力量差のある退屈な試合や不当判定の頻発が競技人気の後退を招いているとし、選手はテクニックには長けているものの勝利を意識し過ぎてアルツロ・ガッティやミッキー・ウォードのようにスリリングな試合を提供しなくなっており、これもテレビ中継の低迷に繋がっているとしている。

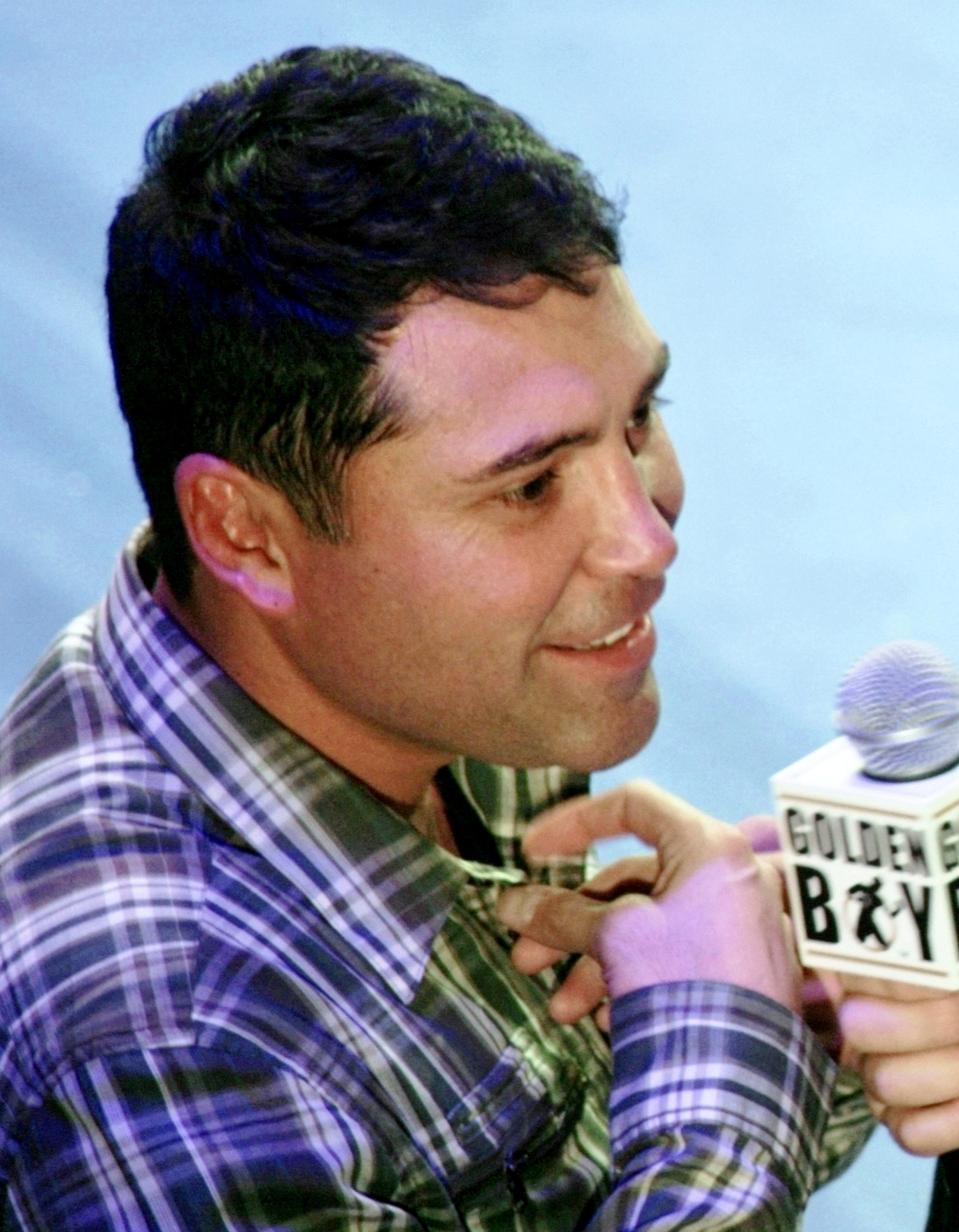
ゴールデンボーイ・プロモーションズを主宰するオスカー・デ・ラ・ホーヤ。

またこの時期の米国では白人にもアフリカ系アメリカ人にも傑出した選手がなく、競技人口は減り、当時の野球同様にヒスパニック系やメキシコをはじめとする中南米出身の選手を米国が売り出すという図式が成り立っていた。それまで米国のテレビ局はハイレベルでコストのかからないメキシコの選手を好んで使ったが、メキシコ側からすれば自国での世界戦開催は経済的に困難だったものの、米国に呼ばれて有力選手と対戦することで全体的な底上げが図られ、世界挑戦が決まれば王座を奪取する機会も増大していた。ESPN2の『フライデー・ナイト・ファイト』の裏番組では、ボクシングの浮沈を賭けて数年前からヒスパニック系に狙いを定めていたトップランク社と契約したスペイン語局のテレフトゥーラが中継番組『ソロ・ボクセオ』（オンリー・ボクシング）でラテン系のボクサーを起用して高視聴率を上げ、トップランク社がプロモートしたオスカー・デ・ラ・ホーヤが興したゴールデンボーイ・プロモーションズも月に1度、スペイン語チャンネルのHBOラティーノで『ボクセオ・デ・オロ』（ゴールデン・ボクシング）を放送した。

#### ケーブルテレビの覇権争い

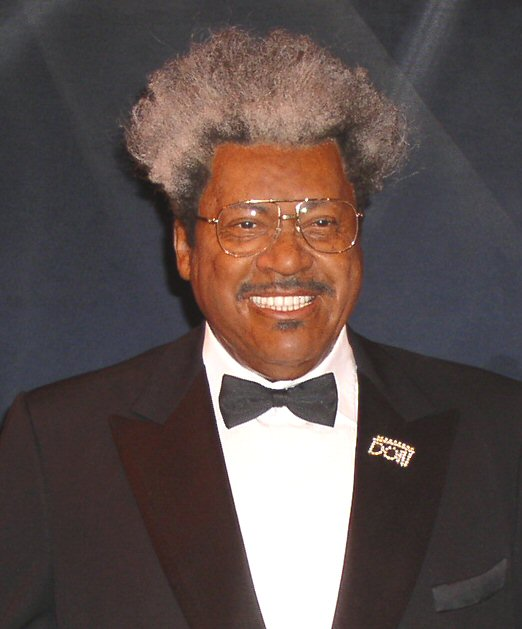
ドン・キング・プロダクションを主宰するドン・キング。

2003年10月には米国で初めて、同じ日に開催される2興行がいずれもPPVで販売された。まずケーブルテレビ局のShowtimeがラスベガスからイベンダー・ホリフィールド対ジェームズ・トニー戦などを44.95ドルで、3時間遅れのスタートでHBOがロサンゼルスからエリック・モラレス対グティ・エスパダス・ジュニア戦などを34.95ドルで提供した。しかしHBOはこの頃、有力選手の契約数で突出しており、同年12月にはかつてShowtimeと契約していたドン・キング・プロダクションの8大タイトルマッチもHBOのPPVで中継され、ShowtimeはHBOに水をあけられていった。Showtimeは若手選手の試合を中継する『ショウボックス』も定期的に放送することをやめ、看板選手であったマイク・タイソンの進退も不明確なまま、ボクシング中継から撤退するのではないかとの憶測も囁かれた。
NBCによる2005年のリアリティ番組『ザ・コンテンダー』を最後に、4大ネットワーク (ABC、CBS、NBC、FOX) による地上波でのボクシング中継が途絶えると、ケーブルテレビや衛星放送での中継が一般的になった。2011年3月に有料ケーブルテレビチャンネルのエピックスがボクシング中継に参入、ヘビー級に重心を置いてヨーロッパの試合を定期的に放送していたが、同局は2013年5月の試合を最後にボクシング中継を打ち切った。2011年7月には、それまでHBOスポーツ社長を務めていたロス・グリーンバーグが退陣。グリーンバーグはボクシングに年間3500万ドルの予算を費やしてきたが、ボブ・アラムとの確執から、それまでHBOで中継していたマニー・パッキャオの2011年5月のシェーン・モズリー戦の契約をShowtimeおよびCBSに奪われたことが主因となった。同時期、HBOはミゲール・コットとの契約も失っている。2012年11月には、ケーブルテレビ局のウェルスTVが英国、カナダなどの試合の他、ブライアン・ビロリアとエルナン・マルケスによる1960年代以降初の世界フライ級王座統一戦などを中継した。2015年2月からはケーブルテレビ局のCBSスポーツネットワークがボクシング中継に参入した。
ケーブルテレビを受信する世帯は1960年には7パーセントしかなかったが、1990年には56パーセントに増加。66パーセントがビデオデッキを持っていた。それでも2006年には視聴者の89パーセントはリアルタイムで観ており、DVR（デジタルビデオレコーダー）を使用した視聴者は1.6パーセントだけだった。しかし2012年になると、テレビのある世帯ではDVRの他にもゲーム機、DVDレコーダーなどのデバイスが接続されており、リアルタイムで視聴する者は85パーセントに減少し、DVRを使用したタイムシフト視聴者が8パーセントに増加した。2009年からニールセンは、DVRによるタイムシフト視聴者も含めた数値を発表しているが、2012年初めにはテレビを持つ世帯の43パーセントにDVRが普及。 DVRの世帯普及率の伸びは減速し始めたものの、ビデオ・オン・デマンドやストリーミングなどを使ったタイムシフト視聴者の増加は加速しており、番組の総合的な人気を評価することは非常に困難になっている。

### ストリーミング中継の始まり

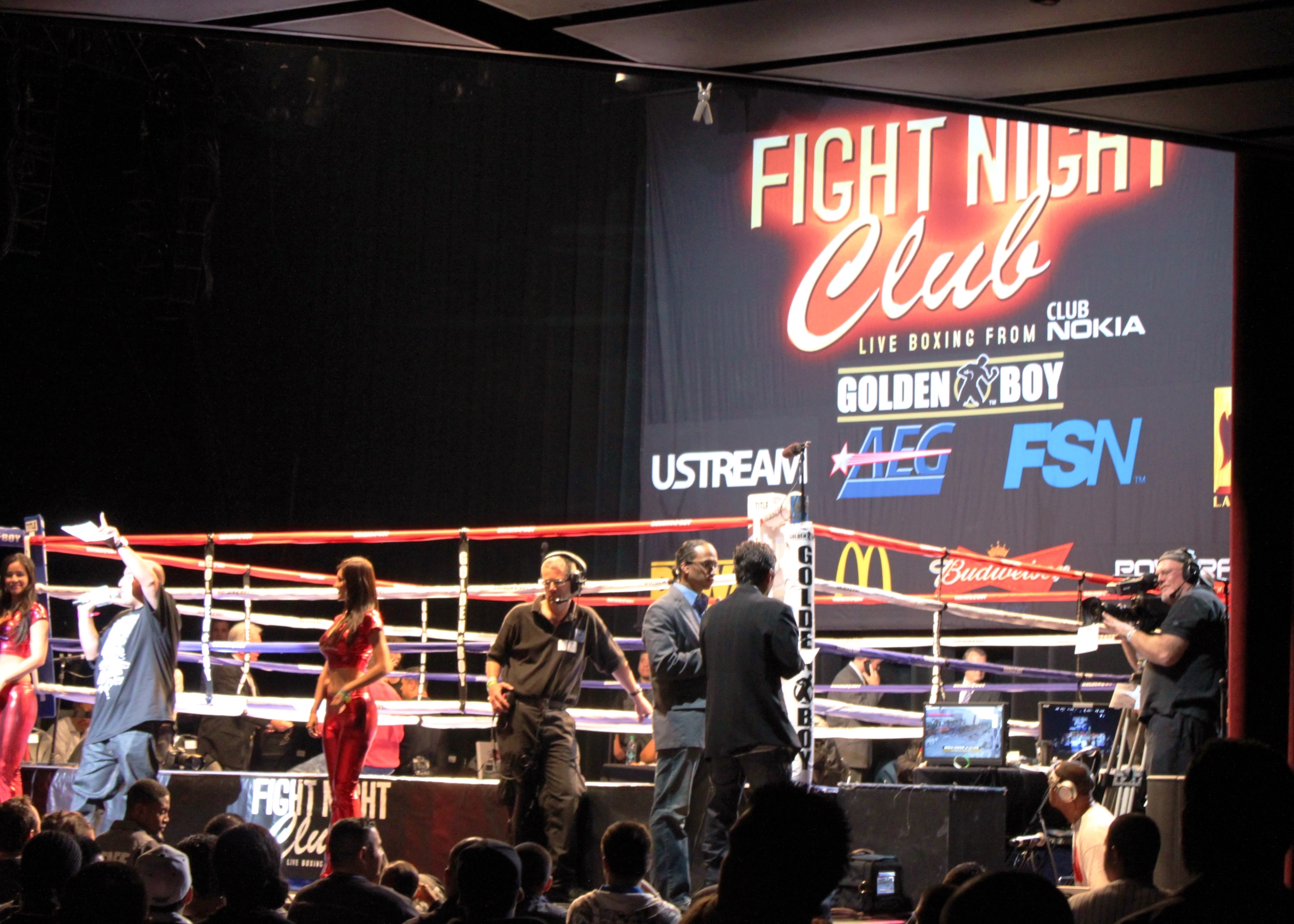
ゴールデンボーイ・プロモーションズの主催興行『ファイト・ナイト・クラブ』で実況を担当するRingTV.comの編集者ダグラス・フィッシャー（中央）。広告主はバドワイザー、マクドナルドなど。

2006年頃、テレビ中継される試合以外の情報を得るには、ストリーミング音声放送を聴いたり、ウェブサイトでラウンドごとの速報を読むしかなかった。しかし、2006年から2012年にかけてインターネットが次第に重要な役割を果たすようになり、大手プロモーターの主導でストリーミング中継も行われるようになった。ドン・キングは自らのウェブサイト上で中継を開始し、ロサンゼルスのクラブノキアで行われるゴールデンボーイ・プロモーションズの主催興行『ファイト・ナイト・クラブ』はFSNなどで中継される他、同社が所有する『リング』誌のウェブサイトRingTV.comで中継された。ボブ・アラムのトップランク社はテレビ中継されないアンダーカードを公式ウェブサイトで定期的に中継し、ESPN2のテレビ中継番組『フライデー・ナイト・ファイト』は毎週ESPN3で広範囲に同時中継されている。また、放送局の他に王座認定団体などが合法的なオンラインチャンネルで試合映像を提供している。WBC（世界ボクシング評議会）は映像チャンネルを持っており、GFL (GoFightLive) は、オンラインでPPVを提供している。
国外の試合についても、日本のミニマム級タイトルマッチやオーストラリアのクルーザー級の試合、さらにドイツや英国で行われる興行をアンダーカードからメインイベントまで、合法的に観ることができるようになった（日本のストリーミング中継については、KeyHoleTVも参照）。中には、放送局やプロモーターの著作権を侵害する違法な行為も横行しているが、ストリーミング中継は地球の裏側で行われている試合の観戦をも可能にし、2006年のマヤル・モンシプール対ソムサック・シンチャチャワン戦や、2011年のポンサワン・ポープラムック対八重樫東戦に広く注意を喚起したのは、そのような国際的な観衆による口コミやYouTubeの映像だった。

### 地上波の復活
2012年12月15日にCBSが『Showtime・ボクシング・オン・CBS』としてゴールデンボーイ・プロモーションズ主催のレオ・サンタ・クルス対アルベルト・ゲバラ戦を地上波で中継。この試合は同年のボクシング中継で2番目となる170万人が視聴するが、同局でのボクシング中継は1997年に行われたバーナード・ホプキンス対グレンコフ・ジョンソン戦以来であった。この背景では、ケン・ハーシュマンのHBOスポーツ社長就任に伴い、その後任としてCBSコーポレーション傘下のShowtimeスポーツの副社長およびゼネラルマネージャーにゴールデンボーイ・プロモーションズの顧問弁護士を務めていたスティーブン・エスピノサが就き、CBSとの取り決めを陣頭指揮していた。また、7日後の2012年12月22日にはNBCが地上波中継を再開。CBS、NBCでの地上波復帰は、いずれも20年以上ボクシングを扱っていなかった土曜日の午後4時から6時（東部標準時）の放送枠で行われたが、プライムタイムでの中継は資金面で厳しい状況にあった。

### HBOとShowtimeの競合
2012年9月15日、HBOはトーマス&マック・センターからセルヒオ・マルチネス対フリオ・セサール・チャベス・ジュニア戦をPPV中継し、販売数は47万5000件だった。同日の同時間帯、ShowtimeはMGMグランド・ガーデンアリーナからゴールデンボーイ・プロモーションズ主催興行『ノックアウト・キングス』で行われたサウル・アルバレス対ホセシト・ロペス戦を『チャンピオンシップ・ボクシング』で中継し、103万6000人が視聴した。このアルバレス対ロペス戦はShowtimeのボクシング中継において、2010年12月のジャン・パスカル対バーナード・ホプキンス戦を超える最高視聴率、2011年2月のミゲル・アコスタ対ブランドン・リオス戦を超える過去最高のヒスパニック系視聴率、また、2007年以降2位の平均視聴率を記録した。同日に同じラスベガスの数ブロックしか離れていない距離で興行をぶつけられたことに対してボブ・アラムは、47年間ボクシングに携わってきた中で、前社長のロス・グリーンバーグも含めて、テレビ局の幹部からこんな扱いを受けたことはないと話している。

#### 両局役員の異動

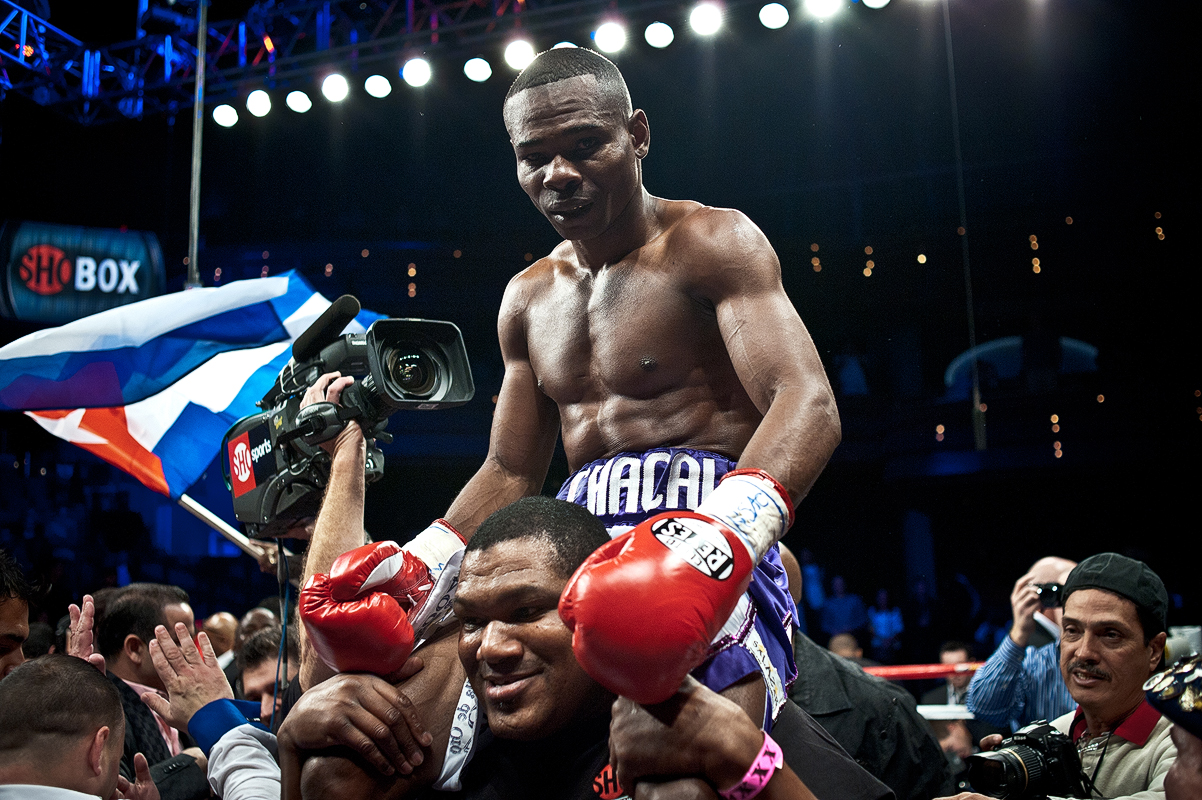
2012年1月、ラスベガスのパームスでリコ・ラモスに勝利したギレルモ・リゴンドウを映すShowtime『ショウボックス』のカメラ。

2013年に入るとHBOとShowtimeはかつてなく競合。上述の通りケン・ハーシュマンがHBOスポーツ社長に就任し、スティーブン・エスピノサがShowtimeスポーツ副社長に就任した2011年末頃から、ゴールデンボーイ・プロモーションズと契約する選手たちの注目試合は、それまでHBOが扱っていた選手の試合も含めてShowtimeへ流出することが多くなっていた。この社長交代の前後、2011年の1月から7月までHBOでは13回のボクシング中継が行われたが、2012年の同時期には9回に減り、視聴率に大きな変化はなかった。この9回の中継のうち、5回がゴールデンボーイ・プロモーションズとの契約で行われ、そのうちの4回に代理人のアル・ヘイモンが関わっていた。他の4回は、トップランク社との契約が3回、セルヒオ・マルチネスを擁するディベラ・エンターテインメントとの契約が1回となっている。またShowtimeの『チャンピオンシップ・ボクシング』では、6回の中継のうち4回がゴールデンボーイ・プロモーションズ主催、『ショウボックス』も加えれば、Showtimeで中継された16興行の半数がゴールデンボーイ・プロモーションズ主催興行だった。トップランク社の2012年上期のShowtimeとの契約が2回のみであったのに対し、アル・ヘイモンは非常に忙しくゴールデンボーイ・プロモーションズ主催興行に携わり、全16回の中継のうち10回に関わっていた。

#### フロイド・メイウェザー・ジュニアの契約更改

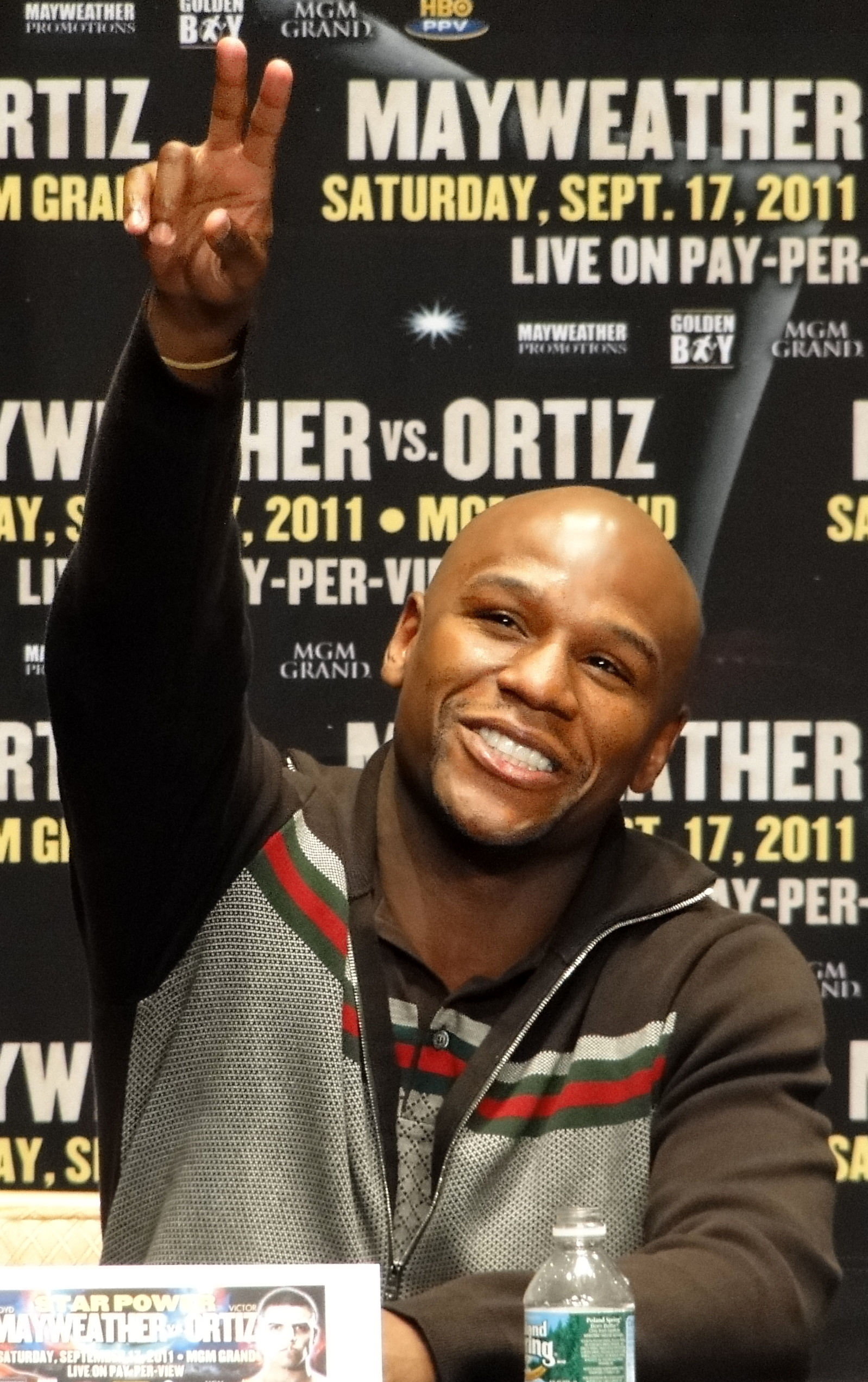
2013年2月、放映権契約をHBOからShowtimeに移したフロイド・メイウェザー・ジュニア。

2013年2月には、2012年から2013年にかけて発表された『スポーツ・イラストレイテッド』誌の米国スポーツ選手長者番付で2年連続1位となったフロイド・メイウェザー・ジュニアもHBOからShowtimeへ移り、ShowtimeはHBOを脅かす存在となった。メイウェザーはHBOでの過去9戦でPPV960万件を売り上げ、同局に5億4300万ドルの収益をもたらしたと経済誌『フォーブス』は報じている。2007年5月のオスカー・デ・ラ・ホーヤ戦ではPPV販売数240万件を記録し、1997年6月のマイク・タイソン対イベンダー・ホリフィールド戦の199万件の記録を更新。その後も安定した販売件数を維持していた。HBOはメイウェザーがShowtimeと契約した翌月からゴールデンボーイ・プロモーションズの主催する興行を中継しないことを決めた。
この後、2012年にHBOでそれぞれ視聴者数2位と4位の試合をしたバーナード・ホプキンス、エイドリアン・ブローナーの両選手も、HBOを離れてShowtimeと契約した。代理人のアル・ヘイモンもHBOからShowtimeにシフト。ヘイモンはHBOでは自分の契約選手が一方的に勝てる試合ばかりをまとめ、このためアンドレ・ベルトはHBOで格下選手ばかりを相手に大金を稼いだと言われている。しかしヘイモンはゴールデンボーイ・プロモーションズとともにShowtimeに重心を移すと、スティーブン・エスピノサの方針の下で概ね拮抗した試合を手掛けるようになった。エイドリアン・ブローナー対マルコス・マイダナ戦を中継した12月7日には、この日の興行に出場した8選手のうち7人までがヘイモンと契約していたが、いずれも魅力のある対戦カードが提供された。

#### 波及効果
HBOが14年間続いたフロイド・メイウェザー・ジュニアとの契約をShowtimeに奪われたことはボクシングやスポーツの枠を超えた両局の力関係に影響し、業界全体を揺るがした。メイウェザーはShowtimeとの6試合の契約で1試合につき最低3200万ドルの報酬を保証され、その初戦となった2013年5月のロバート・ゲレーロ戦では最高額1500ドルから売り出されたチケットがほぼ完売。観衆は1万5880人で、PPVおよそ100万件を売り上げた。9月に行われた2戦目のサウル・アルバレス戦では最高額2000ドルのチケットが2日で完売となった。メイウェザーは保証された報酬の他にこれらの入場料収入とPPV収入の歩合などを受け取る。アルバレス戦のPPV販売数は220万件を記録して総収入は2億ドル近くに上り、この試合は当時のボクシング史上最大の収益を上げた。この年、HBOはティモシー・ブラッドリー対ファン・マヌエル・マルケス戦とマニー・パッキャオ対ブランドン・リオス戦をPPVで提供したが、販売数は2つの興行を合計しても85万件だった。ただし、PPV以外の通常のボクシング中継の平均視聴者数ランキングでは依然としてHBOが他局を圧倒し、上位20位までの19試合（25位までの21試合）を占めていた。
2005年にはHBOの加入世帯はShowtimeの倍だった。しかしメイウェザーのアルバレス戦は試合までの数週間にわたって大注目され、複数のPPV事業者の報告によれば、ゲレーロ戦でも過去数年間PPVを購入していなかった新規の視聴者層を獲得していた。SNLケーガンの調査によれば、2013年にHBOとShowtimeには第3四半期までに50万世帯の新規加入があったが、Showtimeは2005年から加入世帯を900万増やし、2013年12月現在の加入世帯はHBOが2920万世帯、Showtimeが2280万世帯となっている。ゴールデンボーイ・プロモーションズのトップボクサーの試合が独占的に中継できるようになったことでShowtimeの番組はより充実した。HBOは失った選手の代わりとなるボクサーの開拓を迫られ、アドニス・スティーブンソン、セルゲイ・コバレフ、ゲンナジー・ゴロフキンと契約したが、これが大当たりとなり、双方のプレミアムケーブルテレビ局とプロモーターが競い合うように好試合を組んだ結果、2013年は、トップボクサー同士の拮抗した、アクションに満ちた試合が近年にないほど提供された。

### HBOのボクシング完全撤退
HBOは、1973年1月にボクシング中継を開始して以降ボクシングを局の看板コンテンツに据え、ボクシングを中継するテレビ局としてはアメリカ国内トップに君臨していたが、視聴者のボクシングへの関心が時代と共に低下して視聴者数が落ち込み看板コンテンツがドラマや映画に移ると、HBOは2000年初頭に9千万ドル（インフレ率を換算すると約1億3千万ドル相当）かけていたボクシングの年間予算を2千万ドル～3千万ドルまで徐々に削減したが、この影響でトップランク社などの有力プロモーターと選手の流出が相次ぐと、45年間続けてきたボクシング中継を打ち切ることを決定し、ペイ・パー・ビュー放送と併せて2018年でボクシングから完全撤退した。
2013年現在、HBOの主なプロモーターであるトップランク社は、メキシコのテレビアステカ、フィリピンのABS-CBNと契約しており、主な広告主はテカテである。一方、Showtimeの主なプロモーターであるゴールデンボーイ・プロモーションズはメキシコのテレビサ、フィリピンのソーラースポーツと契約しており、主な広告主はコロナとなっている。

## 主なテレビ中継局
今日ではテレビ局が事実上プロモーターやマッチメイカーの役割を果たすようになっており、そのために対戦はしばしばランキングや競技の価値よりも視聴率やPPV売上の期待値に基づいて決められる。

### NBC

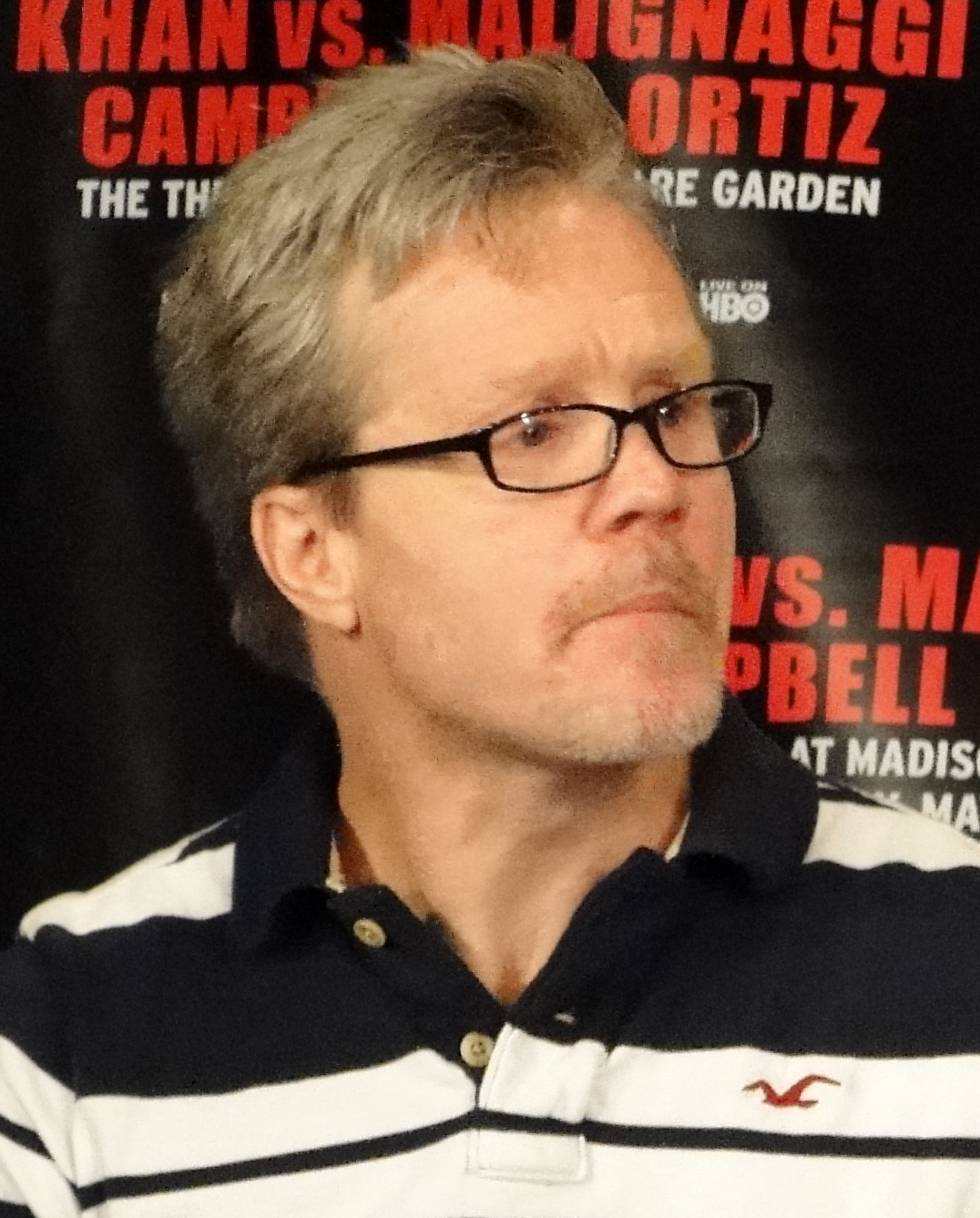
『ファイト・ナイト』で解説を務めるフレディー・ローチ。

NBCは上述のように地上波による初期のテレビ中継を主導。1992年から1993年にかけては年間25試合から30試合を地上波で中継していたが、1990年代中盤から徐々に中継を減らし、1998年から1999年頃までには完全に撤退。2004年から2005年にかけて『ザ・コンテンダー』などで一時復帰したものの、その後再び中継を行わなくなった。NBCスポーツの番組責任者ジョン・ミラーは、プロモーターも選手も、競技や選手の発展よりも金銭面を重視したため、良質な若手選手がファン層を構築できなくなり、ボクシングは地上波から消え、ケーブルテレビへ移行していったのだと述べている。視聴率は堅調だったが、NBCが中継していた選手ばかりか関心を持っていた選手までもがケーブルテレビに引き抜かれていった。安易なマッチメイクによって90分の放送時間をもてあますと中継以外の要素で埋めなければならず、信頼を失ったボクシングは広告主をカレッジフットボールやカレッジバスケットボールに奪われ、収入を確保することができなくなった。しかし、2012年1月にケーブルチャンネルのNBCスポーツネットワークで中継された『ファイト・ナイト』が互角の選手同士の試合をコンセプトに成功を収め、これが同年12月のトマシュ・アダメク対スティーブ・カニンガム戦でNBCが地上波でのボクシング中継を再開させる契機となった。この試合は、『ファイト・ナイト』シリーズとして定期的に試合を放映するというメインイベンツ社との契約の一部として行われた。『ファイト・ナイト』では、進行役をケニー・ライス、解説をフレディー・ローチと現役ボクサーのB・J・フローレスが務め、実況をクリス・マニックスが担当している。
2013年にはNBCユニバーサルグループのスペイン語局テレムンドが月に1度のボクシング中継を止め、代わりに2、6、9月の後半から翌月前半にかけて年に3度、4週連続で中継する期間を設けている。

### HBO

#### リーダーシップと傾向

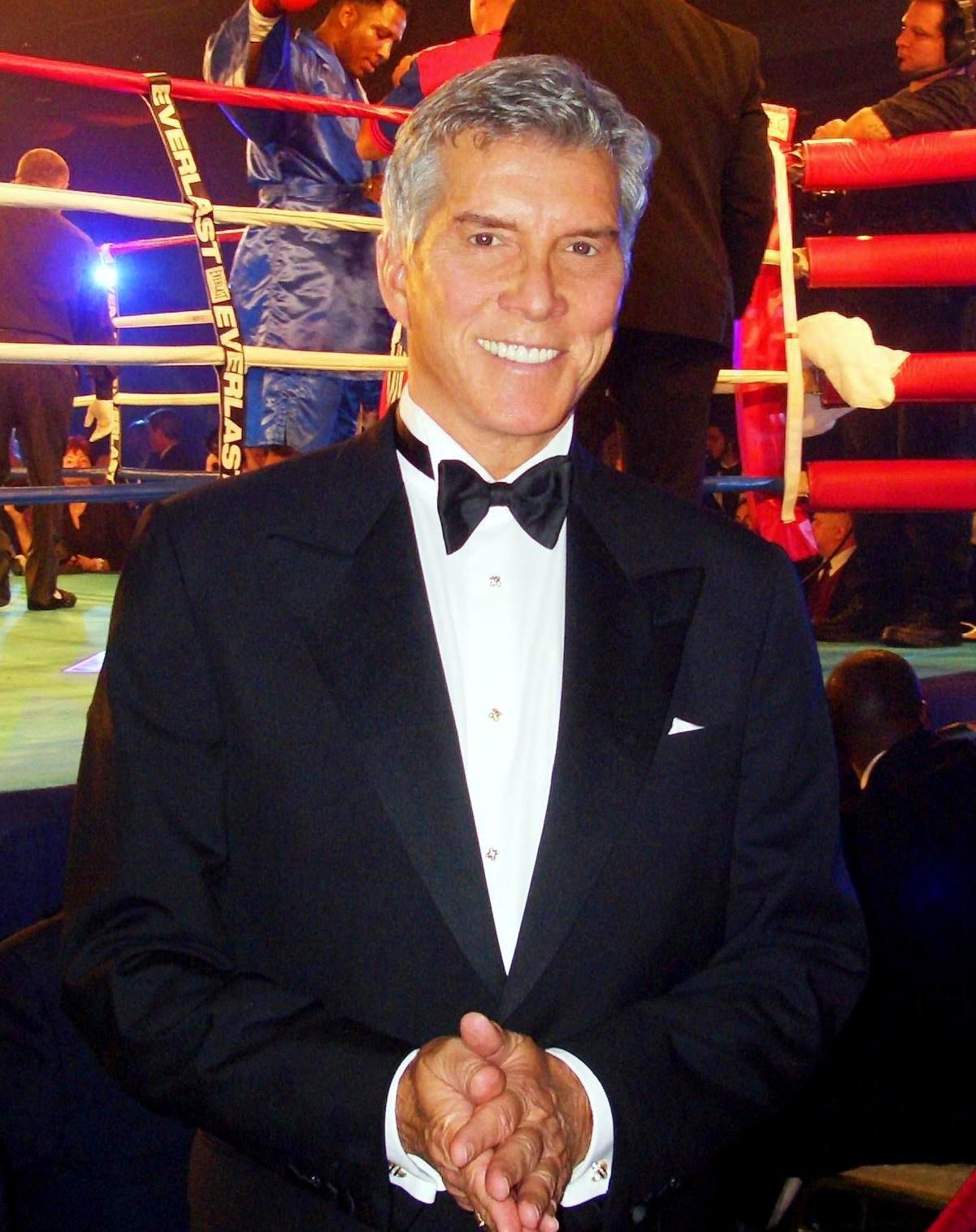
HBOの2つの中継番組でリングアナウンサーを務めるマイケル・バッファー。

HBOは1973年の中継開始からの10年間は、年に4試合程度しか中継していなかったが、2000年には28日間に50試合を中継した。当初から米国のボクシング中継を主導し、2012年までの39年間に875を超える試合を放送。有料ケーブルテレビの最大手としてビッグマッチを手掛け、ボクシング界に大きな影響力を持つ。王座認定団体と同等以上のボクシングの権威とされ、WBC執行部長のマウリシオ・スライマン、WBA（世界ボクシング協会）副会長のヒルベルト・メンドサの両者も、HBOやShowtimeの番組に出場できれば一流のボクサーと口を揃える。その発言は選手のマッチメイクや階級変更のタイミングにまで及ぶが、これらの姿勢については「（元実況担当の）ラリー・マーチャントはいつプロモーターライセンスを取得したのか」、あるいは「HBOは一部の選手を過保護に扱っている」といった批判もあった。

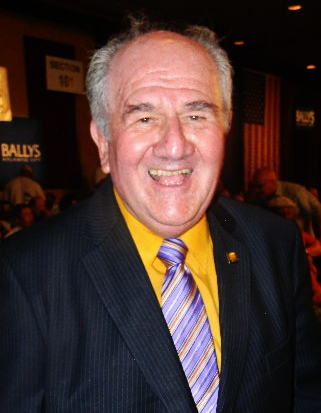
両番組で非公式ジャッジを務めるハロルド・レダーマン。

コンピュボックス社のシステムを利用したパンチのコンピュータ集計、試合当日のウェイトの公開、ハロルド・レダーマンの採点などがHBOの中継番組の個性となっていたが、コンピュータ集計は後にShowtime、NBC、ESPN2、エピックスの他、トップランク社のPPVやディベラ・エンターテインメントの『ブロードウェイ・ボクシング』などでも採用されている。出演者が王座認定団体の名を出すことはなく、世界タイトルが価値を下げる中、世界タイトルが懸かっているかどうかには関係なく、試合の面白さ、選手の強さ、将来性の観点から独自の基準で扱うカードを選んでいる。大きな試合はPPVで販売。60か国にネットワークを持ち、それ以外の国にも番組を販売しており、収益の30パーセントは国外から入って来ている。
2010年7月、当時HBOスポーツ社長を務めていたロス・グリーンバーグは、米国はヘビー級の有力選手が不足しており、ヘビー級への関心を失っているとして、同級の中継から手を引くと発表した。

#### HBOの中継番組

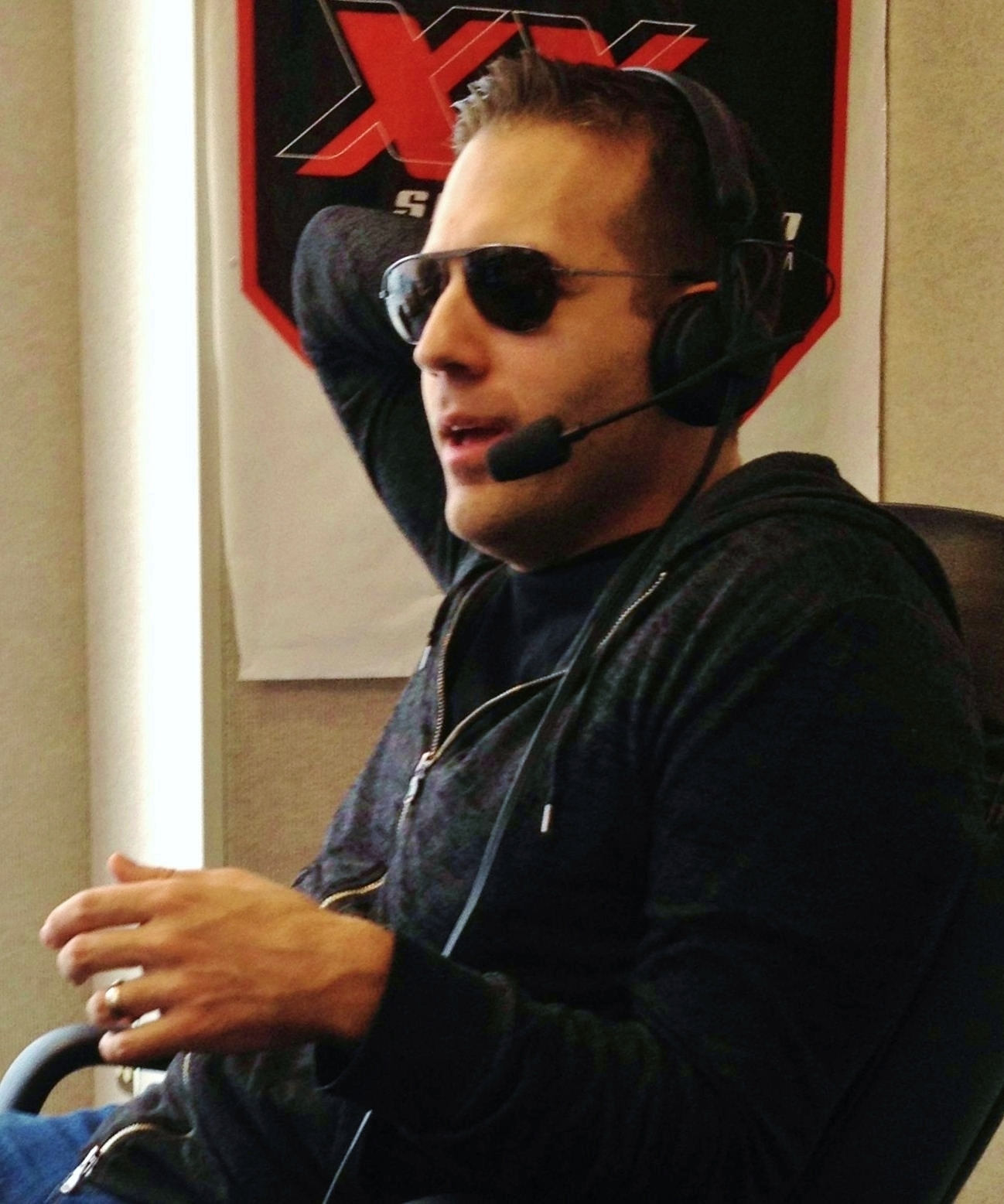
両番組で実況を担当するマックス・ケラーマン。

2つの中継番組を放送しており、上位番組の『ワールド・チャンピオンシップ・ボクシング』では進行役と実況をジム・ランプリー、副解説とリポーターをマックス・ケラーマン、解説でロイ・ジョーンズ・ジュニアらが務める。2001年11月のマニー・パッキャオ対アガピト・サンチェス戦では、ローブローやバッティングを執拗に繰り返したサンチェス陣営がリングを去る時、当時の実況ラリー・マーチャントが「君らがHBOで戦うことは二度とない！」と叫び、カットマンのトニー・リベラに「Showtimeで戦ってやるさ！」と返されている。また、2011年9月のフロイド・メイウェザー・ジュニア対ビクター・オルティス戦ではリング上でマーチャントとメイウェザーが舌戦を繰り広げ、話題となった。もう一方の『ボクシング・アフターダーク』では、進行役をボブ・パパ、実況をマックス・ケラーマンが務める。いずれの番組でも非公式ジャッジとしてハロルド・レーダーマンが加わり、リングアナウンサーはマイケル・バッファーが務める。

#### ジム・ランプリーと「ガッティ・リスト」

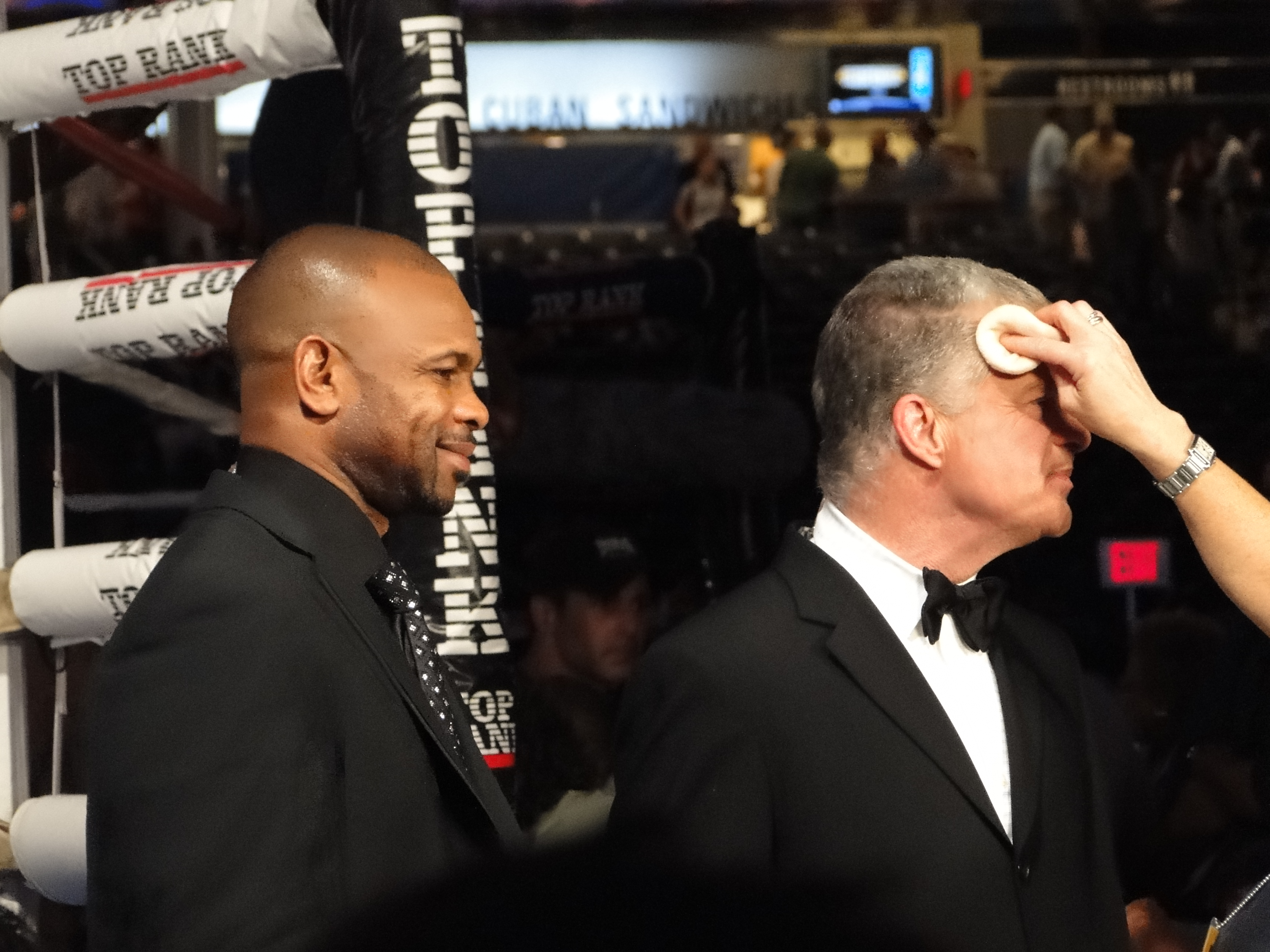
『ワールド・チャンピオンシップ・ボクシング』で進行役を務めるジム・ランプリー（右）と実況担当のロイ・ジョーンズ・ジュニア。

ジム・ランプリーは、1974年にABCスポーツに参加したが、本当に担当したかったボクシング解説をABCで最初に務めたのは、1986年2月のジェシー・ファーガソン対マイク・タイソン戦だった。これまでのキャリアで最も記憶に残るイベントはHBOに移った後に東京からの衛星放送で解説したタイソン対ジェームス・ダグラス戦だと言い、ボクシングはコマーシャルメッセージで中断される民間放送には向かない競技だとしている。
ランプリーはHBOがアルツロ・ガッティ対ミッキー・ウォード戦（初戦）の10周年を記念して2012年5月に開始したボクシングのニュース・情報番組でも進行役を務め、同局で試合を中継したことのあるボクサーのうち最も面白い試合をする10人をパウンド・フォー・パウンドとは別の評価軸として「ガッティ・リスト」と名付けて発表したが、初回のリストにはクリス・アレオラのように世界王者の経験がない選手やマイク・アルバラードのように世界戦の経験がない選手（当時）も含まれた。選出基準とされたのは、無敗記録を危険にさらすことも厭わず、打ちつ打たれつの試合展開で勝利を追求するためにファンにとって特別であり、時間や金銭を投じて通常のテレビやPPVや会場で観戦するだけの価値があること、またその戦い方のために観て面白く、自らPPV収入を稼げることであり、これが同局のボクシング中継のコンセプトともなっている。2013年末の放送では最優秀選手としてゲンナジー・ゴロフキンを選出する一方で、「ガッティ・リスト」の筆頭に挙げられたのはルスラン・プロボドニコフであった。
HBOの中継風景
- 2010年11月、ボードウォーク・ホールでセルヒオ・マルチネスと対戦する前のポール・ウィリアムスを映すカメラ。
- 2011年12月、マディソン・スクエア・ガーデンでミゲール・コット（右下）とアントニオ・マルガリート（左上）の両選手を映すカメラ。中央付近でマイクを持つのはリングアナウンサーのマイケル・バッファー。
- 同興行においてリング下で働く中継スタッフたち。中央が実況担当のマックス・ケラーマン。右隣が進行役のジム・ランプリー。その右手で女性と話しているのが番組で非公式ジャッジを務めるハロルド・レダーマン。

### Showtime

#### ジェイ・ラーキンの時代

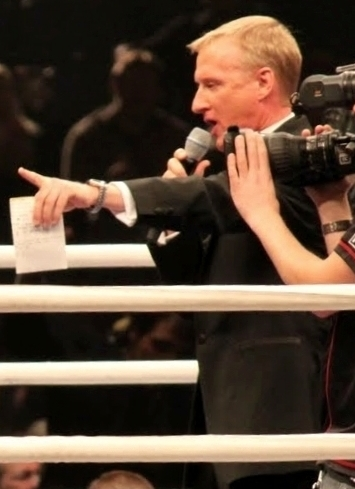
『チャンピオンシップ・ボクシング』でリングアナウンサーを務めるジミー・レノン・ジュニア。

Showtimeで初めて中継されたのは1986年3月のマービン・ハグラー対ジョン・ムガビ戦で、これはShowtime初のスポーツ番組であった。番組責任者のジェイ・ラーキンはこの後、マイク・タイソン、イベンダー・ホリフィールド、フリオ・セサール・チャベスらと契約。世界各国から試合を中継し、ボクシング中継におけるHBOの独裁状態に挑戦し続けてきた。1990年代はドン・キング・プロダクションのお抱え放送局的な存在で、1993年にはメキシコシティのエスタディオ・アステカからドン・キングの契約するチャベスとグレグ・ホーゲンの対戦を中継。この時の13万2000人を超える観客動員は空前絶後の記録となっている。ラーキンと当時HBOの番組責任者だったルー・ディベラは良好な関係にあり、週に数回話をして互いに先を越されないようにしていたという。2002年6月のレノックス・ルイス対マイク・タイソン戦では、ルイスの放映権はHBO、タイソンの放映権はShowtimeにあったが、ラーキンの交渉により両局共同でPPV中継することになり、試合開始時のリングアナウンスではルイスの紹介をHBOのマイケル・バッファー、タイソンの紹介をShowtimeのジミー・レノン・ジュニアが担当し、ルイスの勝者コールはバッファーが行った。
番組責任者は2003年10月、ラーキンからケン・ハーシュマンに交代するが、ラーキンはハーシュマンに対し、物事が本当に困難で何もうまくいっていないように見える時に「まさにボクシングのテレビ中継だ」と言っていたことで知られている。また、デトロイトで行われたマイク・タイソン対アンドリュー・ゴロタ戦で、ゴロタがリングから控室に走って戻った時には、ラーキンがゴロタに向かって、リングに戻らないとShowtimeでは二度と中継しないぞと叱り飛ばす声が部屋の外まで聞こえたという逸話がある。

#### ケン・ハーシュマンの時代

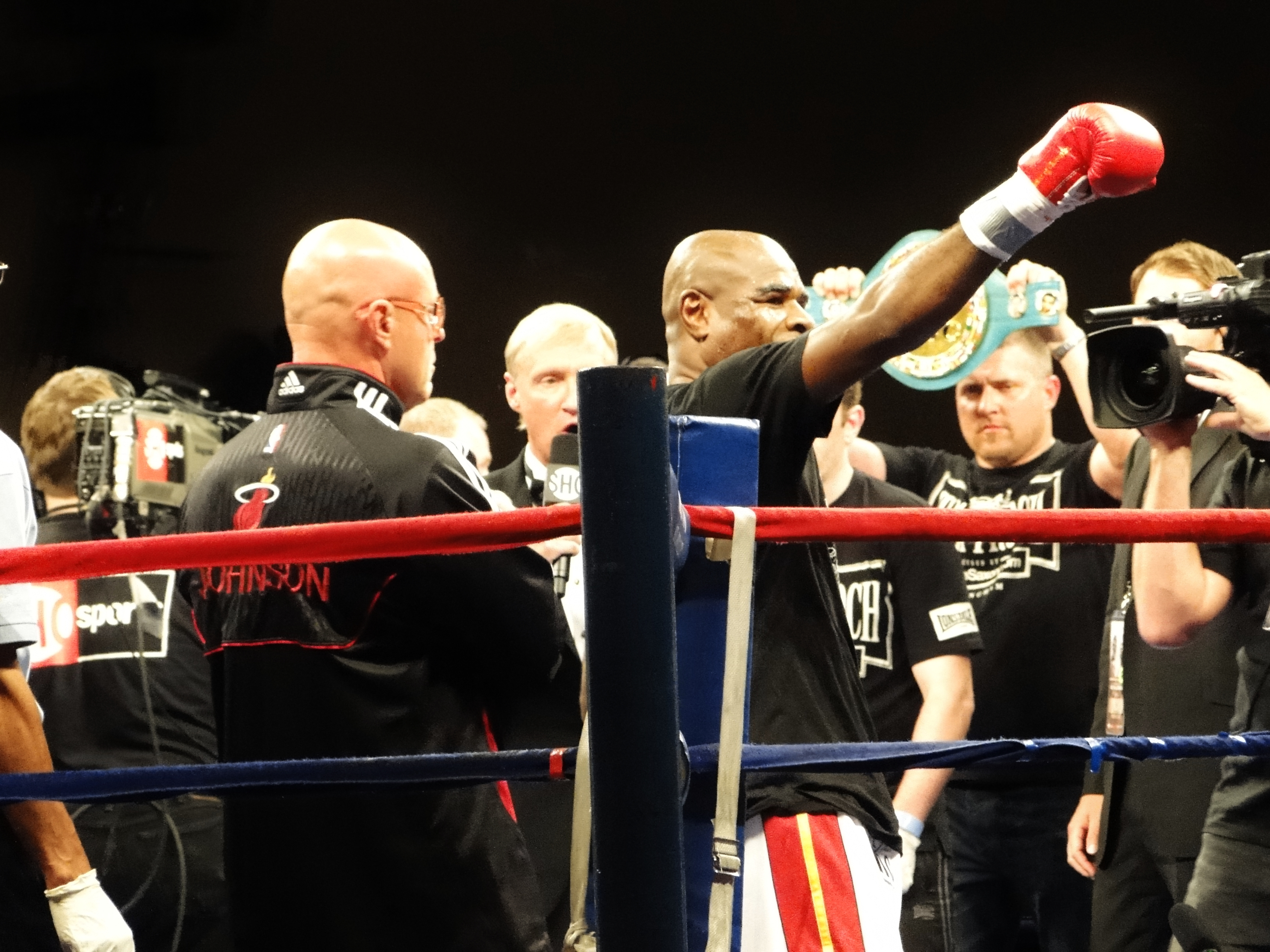
2011年6月、ボードウォーク・ホールで行われた『スーパー・シックス ワールド・ボクシング・クラシック』の準決勝で、カール・フローチと対戦する前のグレンコフ・ジョンソンを映すカメラ。

2009年10月からは、スーパーミドル級の6名の有力選手によるトーナメント『スーパー・シックス ワールド・ボクシング・クラシック』や、バンタム級の4名の有力選手による同級トーナメントを中継した。前者は当時Showtimeスポーツの副社長およびゼネラルマネージャーを務めていたケン・ハーシュマンと、アルツール・アブラハムをプロモートするドイツのザウアーラント・イベント社のカレ・ザウアーラントの構想によるものである。後者については、当時のバンタム級が人材豊富で選手の個性やスタイルも魅力的で、どう組み合わせてもファンに愛される対戦ができると考えての開催だった。ハーシュマンは、トーナメント形式にすることで1つの試合から次の試合まで情報や物語の安定した流れを保ち、他競技ファンの関心を引きつけ、マイナースポーツからの脱却を図りたいとしている。また、ファンが観たがるカリスマ的なボクサーを起用し、力の見合った者同士の対戦をPPVの料金を課さずに定期的に提供することをポリシーとしていた。
この頃、HBOは専らゴールデンボーイ・プロモーションズ、Showtimeはゲイリー・ショウ・プロダクションズの興行を中継していた。しかしShowtimeとゲイリー・ショウの関係は排他的なものではなく、2010年には単一のプロモーターによる興行はほとんど扱っていない。またショウのプロモートする選手が楽な対戦相手を選んだり優遇されたりすることもなかった。『リング』誌の年間最高試合に選ばれた2005年のディエゴ・コラレス対ホセ・ルイス・カスティージョ戦はショウがプロモートし、イスラエル・バスケス対ラファエル・マルケスのシリーズとファン・マヌエル・ロペス対ラファエル・マルケス戦の半分はやはりショウによるものだった。

#### Showtimeの中継番組

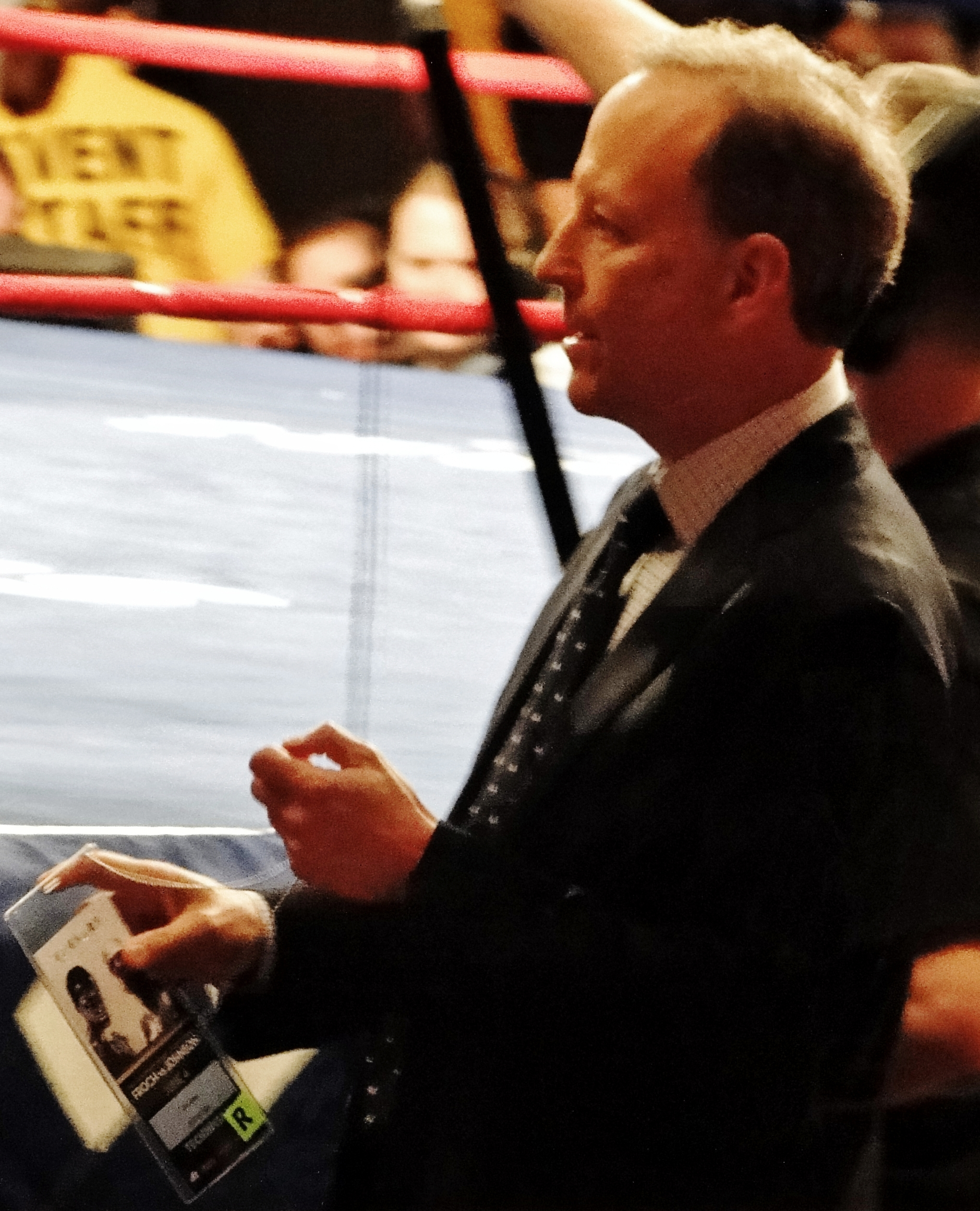
『チャンピオンシップ・ボクシング』で実況を担当するジム・グレイ。

HBOと同様に2つの中継番組を放送し、上位番組の『チャンピオンシップ・ボクシング』では進行役をブライアン・ケニー、実況をマウロ・ラナーロ、解説にジム・グレイ、副解説をアル・バーンスタイン（リポーターも兼任）と現役ボクサーのポール・マリナッジ、リングアナウンサーをジミー・レノン・ジュニアが務める。もう一方の『ショウボックス：ザ・ニュージェネレーション』も進行役・実況各1名で構成。『チャンピオンシップ・ボクシング』ではアントニオ・ターバーが副解説を務めたこともある。

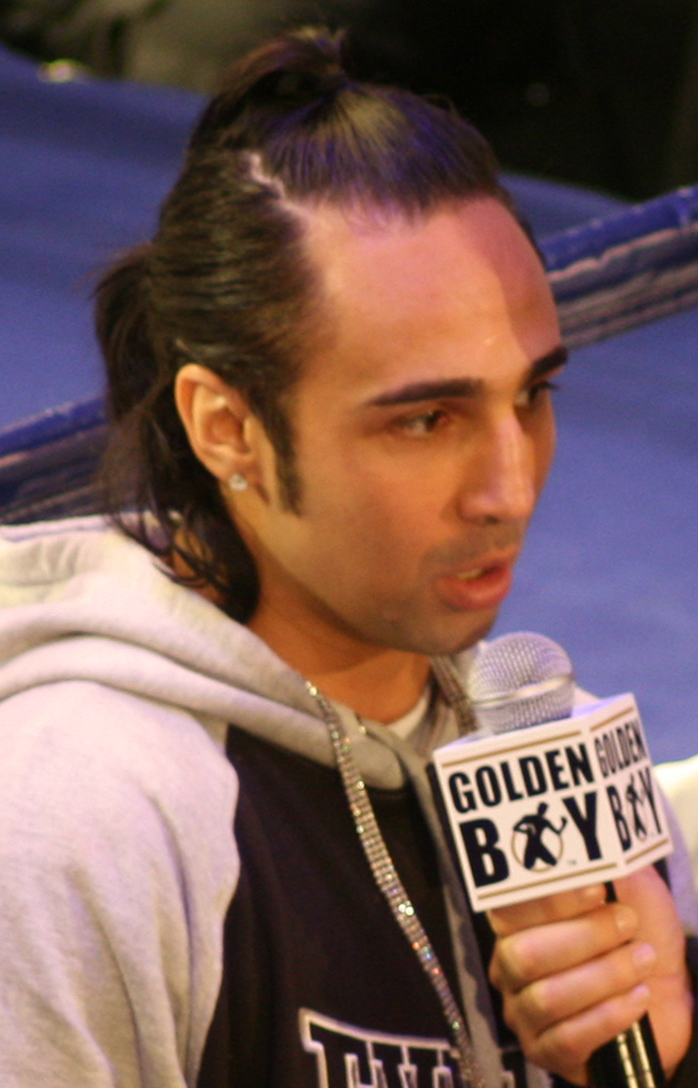
『チャンピオンシップ・ボクシング』で解説を務めるポール・マリナッジ。

『ショウボックス』は2011年までに30人以上の世界王者を輩出していたが、スターの座を確立したボクサーがHBOへ流出するのを防ぐことがShowtimeの課題であった。ハーシュマンは、Showtimeが年間最高試合レースなどではHBOにもひけをとらず、HBOより低予算ではあるが、どのボクサーのどんな試合をどのタイミングで中継するかということにおいて適正な判断をしてきたと自負しながら、2011年初めにこうも語っている。「大きい会場とエネルギッシュで情熱的なファン層はビッグマッチの雰囲気を醸し出してテレビ中継の役に立つ。ファン層が大きければそれだけビッグマッチが可能だが、それを米国で実現するのは他のどの国より困難だ。米国の中継はケーブルテレビでの中継が主で、地上波放送に比べて範囲も狭いし視聴者も少ない。米国でスターになりたければ相当の努力をしなければならないが、多くのボクサーはそれをしないし、また多くのプロモーターは方法も知らず、それに投資したいとも考えていない。ボクシング関係者は互いに協力しなければならないが、そんなことは絶対に実現しない。ウラジミール・クリチコを倒しそうな米国人のヘビー級ボクサーも見当たらない」。

#### スティーブン・エスピノサの時代
上述の通り、2011年の終わりにはケン・ハーシュマンがHBOスポーツ社長に就任し、その後任としてShowtimeスポーツの副社長およびゼネラルマネージャーにはゴールデンボーイ・プロモーションズの元顧問弁護士スティーブン・エスピノサがおさまった。ボクシング中継の予算減少は主要なケーブルテレビ局の懸案事項となっていたが、Showtimeは2012年に経費を拡大し、3試合、4試合をメインに据えることも始め、アンダーカードや国内で中継されなかった国外のカードはShowtime・エクストリーム (Showtime Extreme, SHO Extreme) チャンネルで放送するようになった。2013年には上述のように、フロイド・メイウェザー・ジュニアのPPVでHBOを圧倒。メイウェザー同様にHBOからShowtimeへ移ったエイドリアン・ブローナーのポール・マリナッジ戦およびマルコス・マイダナ戦の視聴者数はいずれも、Showtimeの年間最高となる130万人に上った。この年、『チャンピオンシップ・ボクシング』の視聴率は2011年から59パーセント、2012年からは21パーセント伸び、Showtimeはスポーツ番組を手掛けるようになってから最大の年を迎えた。Showtimeで視聴者数が100万人を超えた試合は2012年には2試合だけだったが、2013年には4試合に増えていた。
2013年のShowtimeのゴールデンボーイ・プロモーションズとの関係は1990年代のドン・キング・プロダクションとの関係に似ていたが、ドン・キングの時代と違って、PPV料金を課すことなく好カードを提供した。ボクシング記者のジェイク・ドノバンは、中継の度にファンの意向をより反映していたのはHBOよりShowtimeのほうだったとしている。同年、他局が世界各国から中継する中で、Showtimeは国内からの中継に狙いを定めていた。主な開催地となったのはブルックリン、サンアントニオ、ロサンゼルスで、ダニー・ガルシアはブルックリンのバークレイズ・センターで名を上げ、サンアントニオからはそれぞれ3試合と4試合をメインとした2つの好カードが中継された。その一方で、この年の『ショウボックス』は主にメイウェザー・プロモーションズとアル・ヘイモンの携わる試合を中継したが、エグゼクティブ・プロデューサーを務めるゴードン・ホールの、若手選手に手ごわい相手と対戦させて将来に向けて経験を積ませるという意向に反したものとなった。
Showtimeの中継風景
- 2007年10月、マディソン・スクエア・ガーデンで行われたサミュエル・ピーター（左）対ジャミール・マクライン戦の様子。左にShowtimeのカメラクルーおよび各社カメラマン、手前は報道関係者席。
- 同興行においてリングサイドで実況中継をするジム・グレイ（右下）。リング上にはアナウンスに備えるジミー・レノン・ジュニアやドン・キングら。
- 2010年11月、ヘルシンキのハートウォールアリーナから衛星中継された『スーパー・シックス ワールド・ボクシング・クラシック』準々決勝で、カール・フロッチと対戦する前のアルツール・アブラハム（中央左）とリングアナウンスをするジミー・レノン・ジュニア（左）。

### ESPN2

#### ESPN2の中継番組

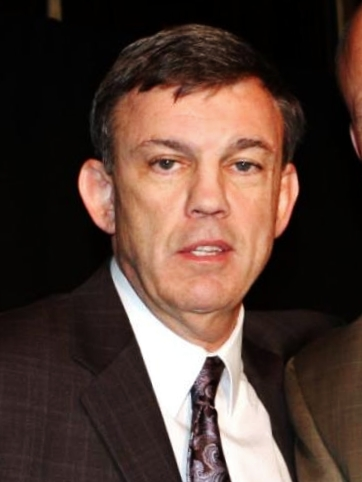
『フライデー・ナイト・ファイト』で実況を担当するテディ・アトラス。

ESPN2のボクシング中継は、トップランク社との契約とともに1980年4月10日に始まった。この時の番組『トップランク・ボクシング』は毎週放送されたが、米国における毎週の中継番組は1964年以来であった。当初はマイク・タイソンやマービン・ハグラーらの試合を放送し、有望な若手選手の試合は専らESPN2が中継していた。ザブ・ジュダーやグレンコフ・ジョンソンらはESPN2に中継されながらキャリア形成期を過ごしたが、その役割はやがてスペイン語局やShowtimeの『ショウボックス』に取って代わられていった。ユリオルキス・ガンボアはESPN2が1998年に開始した中継番組『フライデー・ナイト・ファイト』に数度登場したが、ガンボアにとってもここは通過点でしかなかった。この番組は、かつての進行役ボブ・パパ、実況マックス・ケラーマンから、進行役ジョー・テシトーレ、実況テディ・アトラスに交代。アトラスの辛口なコメントと公平な採点で独自色を出している。他競技を中継する関係で、通年のボクシング中継はない。スペイン語局のESPNデポルテスでは定期的にボクシングを放送している。ESPN2のポリシーとして、人が半分しか入らない大きなアリーナよりは、たとえ小さくても満杯の会場を使う。年間に35回から40回の番組を放送するが、1回の放送に使える予算は5万ドルから6万ドル程度とされている。

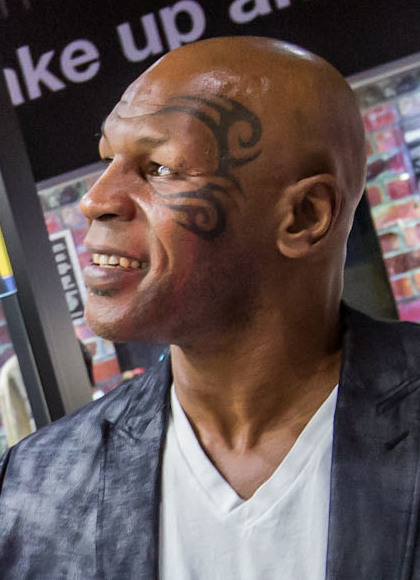
マイク・タイソン率いるアイアン・マイク・プロダクションズの初仕事は2013年8月、『フライデー・ナイト・ファイト』で中継された。

上述のようにESPN2は2000年代中盤に予算を削減したが、『フライデー・ナイト・ファイト』で番組責任者を務めたダグ・ラフリーによれば、2011年初めの時点で予算は着実に増え、視聴者数も安定していたという。この年はルスラン・プロボドニコフ、アーロン・プライヤー・ジュニア、デビッド・レミューらを抜擢。ラフリーは、自分の無敗記録を維持することに執着せず、またHBOの中継で戦って数百万ドルを稼ぐべきだなどとプロモーターから刷り込まれていないボクサーを発掘することがESPN2の課題だとしながらも、「ルスラン・プロボドニコフはESPN2が発掘した人材だが、彼もここにとどまることはないだろう。ボクサーはいったんHBOやShowtimeで中継されるようになれば、再びESPN2に戻るとは考えにくい。」と話している。

#### HBOとの提携
2012年9月、ESPN2はHBOとの提携を発表。主要なPPVイベントの協力支援や番組コンテンツの共有などで合意に至った。ESPNデポルテスとESPN3はスマートフォンやタブレット向けにPPVイベントでの計量や試合前後の記者会見の様子などを配信する。ESPN2とESPNデポルテスは、HBOがPPVで中継する試合に至るまでの両選手を追う『24/7』シリーズも放送する。初回は9月15日に対戦するセルヒオ・マルチネスとフリオ・セサール・チャベス・ジュニアを取り上げ、同月13日の『フライデー・ナイト・ファイト』の直前に放送された。この日は木曜日だったが、ラスベガスでは15日に2つのビッグマッチが予定され、前日の14日にはネバダ州アスレチックコミッションが双方の計量で多忙となるため、『フライデー・ナイト・ファイト』は1日前倒しの特別版となっていた。番組で放送されたジェシー・バルガス対アーロン・マルチネス戦はトップランク社主催だったが、チケットが428枚しか売れず入場料収入も1万6513ドルだった。
番組責任者は2013年にダグ・ラフリーからブライアン・クウェダーに交代した。2014年にはディベラ・エンターテインメントやマイク・タイソンの率いるアイアン・マイク・プロダクションズの興行を中継する。

### ESPN
2014年5月10日のバーメイン・スタイバーン対クリス・アレオーラをプライムタイムに放送してボクシング中継に復帰。今後も年間3,4回のペースでプライムタイムにボクシングを中継するとしている
。

### 映像資料
1. ↑  HBO Boxing: Fights of the Decade - Ward vs Gatti I (HBO) (アルツロ・ガッティ対ミッキー・ウォード初戦のハイライト) (英語). HBO公式YouTubeチャンネル. 17 November 2010. 2012年6月28日閲覧.
2. ↑  All Access: Mayweather vs. Canelo: Epilogue - Full Episode 5 - SHOWTIME Boxing (フロイド・メイウェザー・ジュニアとサウル・アルバレスの対戦までを追ったドキュメンタリー〈試合映像を含む〉) (英語). Showtime公式YouTubeチャンネル. 25 September 2013. 2013年12月22日閲覧.
3. ↑  ESPN's Friday Night Fights 15th Anniversary Tease (『フライデー・ナイト・ファイト』の歴代ハイライト) (英語). ESPN MediaZone公式YouTubeチャンネル. 3 January 2013. 2014年1月16日閲覧.

### 書籍
- Abel, Richard (August 2004). “sports films” (英語). Encyclopedia of Early Cinema. テイラー&フランシス. pp. 875, 876. ISBN 978-0415778565
- Andre, Sam; Fleischer, Nat; Rafael, Don (December 2001). “Era of big TV money” (英語). An Illustrated History of Boxing (2001: 6th ed.). Citadel Press. pp. 156–158, 418. ISBN 978-0-8065-2201-2
- Eagan, Daniel (November 2009). “Jeffries-Johnson World's Championship Boxing Contest” (英語). America's Film Legacy: The Authoritative Guide to the Landmark Movies in the National Film Registry. University of Oklahoma Press. pp. 22, 23. ISBN 978-0826429773
- Ezra, Michael (March 2009). “The Most Hated Man in Boxing?”; “Main Bout Inc.” (英語). Muhammad Ali: The Making of an Icon. Temple University Press. pp. 51, 106. ISBN 978-1592136629
- Fuller, Linda K. (June 2008). “Sportscaster/Sportscasting” (英語). Sportscasters/sportscasting: Principles and Practices. テイラー&フランシス. pp. 10, 20, 86, 90. ISBN 978-0789018250
- Gorn, Elliott J. (March 1998). “The Emergence of Television and the Rise and Fall of Televised Boxing” (英語). Muhammad Ali: The People's Champ. University of Illinois Press. pp. 25, 26, 28–32, 34, 35, 38–40, 45–50. ISBN 978-0252067211
- Heiskanen, Benita (May 2012). “Through the Media's Lens” (英語). The Urban Geography of Boxing: Race, Class, and Gender in the Ring. Routledge Research in Sport, Culture and Society. 13. ラウトレッジ. pp. 82–84. ISBN 978-0-415-50226-9
- Sammons, Jeffrey T. (September 1990). “The Unholy Trinity” (英語). Beyond the Ring: The Role of Boxing in American Society. Sport and Society Series. University of Illinois Press. pp. 157, 158. ISBN 978-1578591428
- Smart, Barry (August 2005). “Sport broadcasting”; “Sport and television in America” (英語). The Sport Star: Modern Sport and the Cultural Economy of Sporting Celebrity. Sage Publications Ltd. pp. 83–86. ISBN 978-0761943518
- Streible, Dan (April 2008). “Bootlegging” (英語). Fight Pictures: A History of Boxing and Early Cinema. University of California Press. pp. 270, 271, 276, 287, 288, 291, 292. ISBN 978-0520250758

### 雑誌
- 三浦勝夫（MACC出版）「海外読物　世界の放送席から」『アイアンマン』11月号増刊（『ボクシング・ビート』11月号）、フィットネススポーツ、2011年10月15日、pp. 124–125。
- Don Stradley et al.. “Interview: Ken Hershman”; “Looking ahead – Friday Night Fights Is Back!”. The Ring (Sports and Entertainment Publications) (2011年2月号):  pp. 76-87, 130.